# Grêmio Foot-Ball Porto Alegrense
O Grêmio Foot-Ball Porto Alegrense, mais conhecido como Grêmio, é um clube de futebol profissional brasileiro sediado em Porto Alegre, no Rio Grande do Sul. Fundado em 15 de setembro de 1903, é considerado um dos maiores e mais tradicionais clubes do Brasil e da América do Sul. Suas cores são azul, preto e branco. Manda seus jogos na Arena do Grêmio, com capacidade para 60.540 pessoas. Já foi campeão da Copa Libertadores da América 3 vezes, o que o torna um dos clubes brasileiros com mais conquistas nesta competição, ficando ao lado do Palmeiras, São Paulo, Santos e do Flamengo. Também foi vice da competição em duas outras oportunidades.
Foi o primeiro clube fora da região Sudeste a conquistar títulos de dimensão continental e mundial, sendo campeão da América e do Mundo em 1983, derrotando Peñarol e Hamburgo nas finais. Também é bicampeão da Recopa Sul-Americana, tendo conquistado este torneio em todas as vezes em que o disputou. Conquistou ainda 2 Campeonatos Brasileiros da Série A, 1 Campeonato Brasileiro da Série B, 5 Copas do Brasil e 1 Supercopa do Brasil, além de 1 Copa Sul e 1 Campeonato Sul-Brasileiro. No âmbito estadual, já foi campeão 43 vezes do Campeonato Gaúcho, 4 vezes da Recopa Gaúcha e 1 vez da Copa FGF. O clube ocupa, em 2024, a oitava colocação no ranking da CBF e a quinta colocação no Ranking CONMEBOL.
Além do time profissional de futebol masculino, o clube conta com categorias de base masculinas do sub-8 ao sub-20, uma equipe de transição e uma equipe feminina. O clube já revelou vários futebolistas de renome internacional ao longo de sua história, como Arthur, Everton, Emerson, Lucas Leiva, Douglas Costa, Renato Portaluppi, Anderson, Ânderson Polga e Ronaldinho Gaúcho. No desempenho financeiro, o Grêmio registrou superávit em seus balanços financeiros de 2016 a 2020, após ter apresentado déficits entre 2013 e 2015. Em 2020, as receitas superaram as despesas em trinta e oito milhões de reais. O endividamento diminuiu de 429 milhões de reais em 2019 para 396 milhões no ano seguinte. O faturamento cresceu entre 2015 e 2019, enquanto o endividamento diminuiu no mesmo período. A dívida de curto prazo do clube somava sessenta milhões de reais em setembro de 2020.
O Grêmio é um dos clubes de futebol mais populares do Brasil, com uma torcida estimada em mais de oito milhões de pessoas no país. Conforme pesquisa por amostra realizada pelo Datafolha em agosto de 2019, 4% da população brasileira torce para o Grêmio, que tem a quinta maior torcida do país, empatado com Vasco e Cruzeiro. De acordo com pesquisa realizada em 2021 pela empresa DataTempo, o clube possui quase o dobro de torcedores que seu rival. Seu quadro social, em maio de 2023, era formado por 100 mil contribuintes adimplentes. Seu estádio é a Arena do Grêmio, inaugurada em dezembro de 2012. Antes, o clube teve os estádios da Baixada (de 1904 a 1954) e o Olímpico, inaugurado em 1954 e rebatizado em 1980 como Olímpico Monumental. O Grêmio possui dois centros de treinamento: o CT Hélio Dourado, localizado em Eldorado do Sul e utilizado pelas categorias de base, e o CT Luiz Carvalho, no qual o elenco profissional masculino treina. Além disso, o clube aluga, desde abril de 2018, o estádio Antônio Vieira Ramos para treinamentos e jogos do time feminino.

## História

### 1903-1953: O início, do amadorismo até a profissionalização

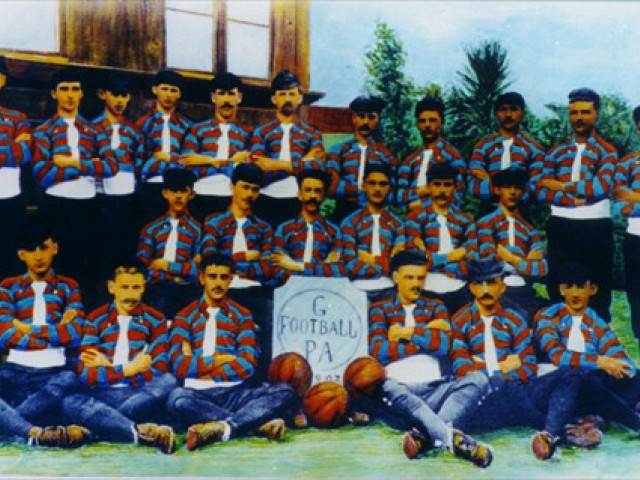
Foto do primeiro time do Grêmio, em dezembro de 1903

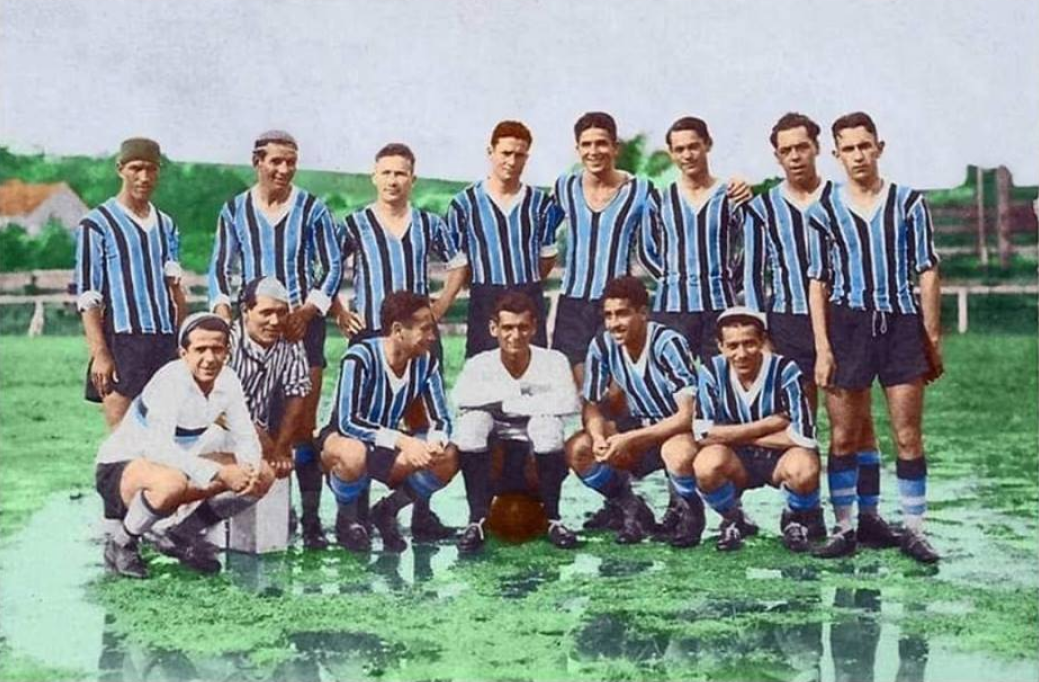
Equipe do Grêmio que conquistou o título do Campeonato Gaúcho de 1932. Em pé: Poroto, Nenê, Sardinha I, Foguinho,, Heitor, Luiz Carvalho e Lacy. Agachados: Amâncio,, Sardinha II, Eurico Lara, Dário e Comani.

O sorocabano Candido Dias da Silva mudou-se para Porto Alegre no início do século XX e foi trabalhar na Casa Carlos Júlio Becker, trazendo consigo uma bola de couro. Os irmãos de Candido enviaram a ele, de São Paulo, o Guia Esportivo da Casa Vernarden, que continha a tradução das regras do football, também chamado na época de english sport (esporte inglês).
No dia 7 de setembro de 1903, o Sport Club Rio Grande visitou Porto Alegre para apresentar o futebol, em uma partida de exibição entre dois quadros do clube. Segundo o jornalista Raimundo Bordin, a bola teria murchado durante essa partida e Candido, que assistia à exibição, emprestou sua pelota aos jogadores do Rio Grande. Em troca do favor, ele recebeu lições de como se fundar um clube de futebol; oito dias depois, em 15 de setembro, trinta e dois homens se reuniram no Salão Grau, restaurante de um hotel da rua 15 de Novembro (atual Rua José Montauri), no Centro de Porto Alegre e fundaram o Grêmio Foot-Ball Porto Alegrense.
O primeiro jogo do recém-fundado clube ocorreu em 6 de março de 1904, contra o FussBall Club Porto Alegre, fundado no mesmo dia que o Grêmio. Em uma jornada dupla (dois jogos na mesma tarde), o Grêmio garantiu as suas duas primeiras vitórias, vencendo ambas por 1 a 0. Em 20 de julho de 1904, o uniforme foi mudado para um modelo metade azul metade preto.
A primeira competição disputada foi a Taça Wanderpreiss, com a primeira edição em 6 de março de 1904, vencido pelo Grêmio contra o Fussball Club Porto Alegre. Alguns anos depois, em 18 de julho de 1909, o primeiro jogo contra o Sport Club Internacional, que mais tarde se tornaria o seu arquirrival, foi disputado, com vitória de 10 a 0 para os tricolores. No ano seguinte, foi criada a 1ª Liga de Clubes de Porto Alegre, por ideia vinda do Grêmio. Posteriormente, foi realizado o Campeonato Citadino de Porto Alegre, o qual o Tricolor venceu ininterruptamente de 1911 a 1915. Mesmo amador, o clube já jogava contra equipes de outros estados, ou até mesmo países.

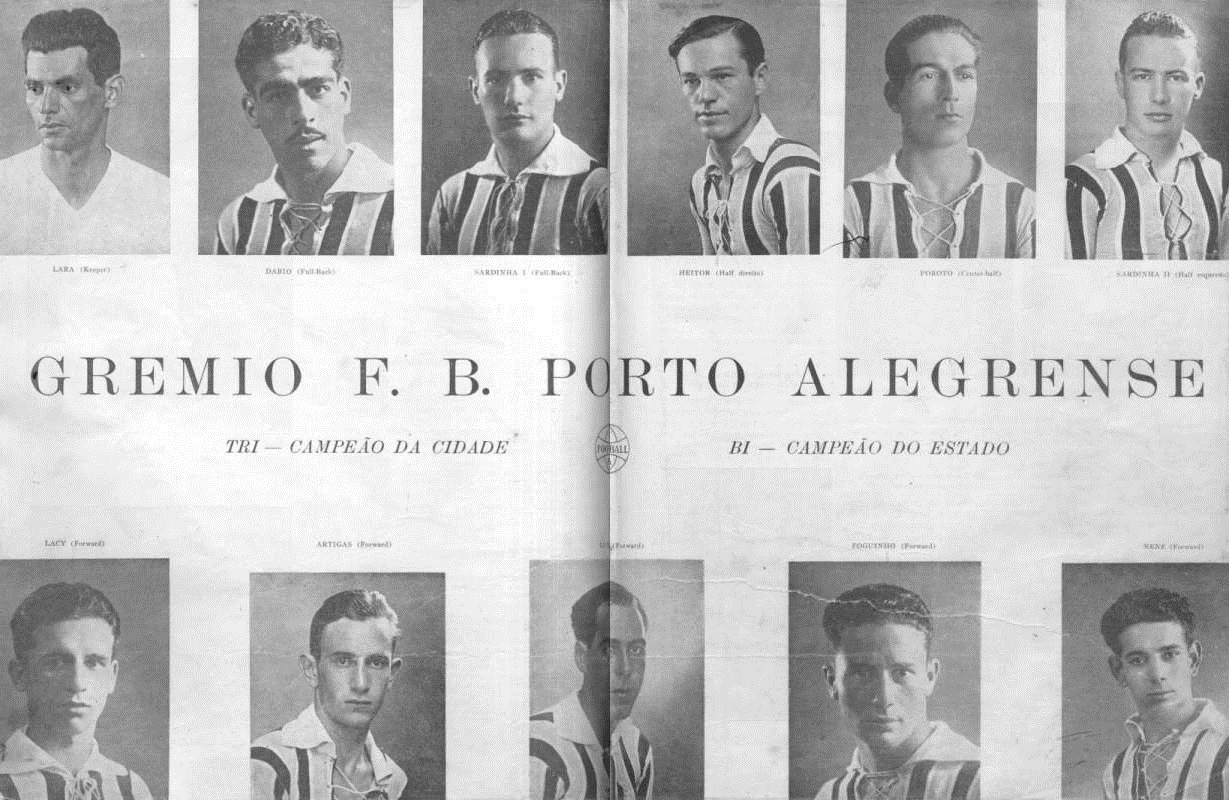
A Revista do Globo em 1932 exaltava o elenco do Grêmio tricampeão do Citadino de Porto Alegre.

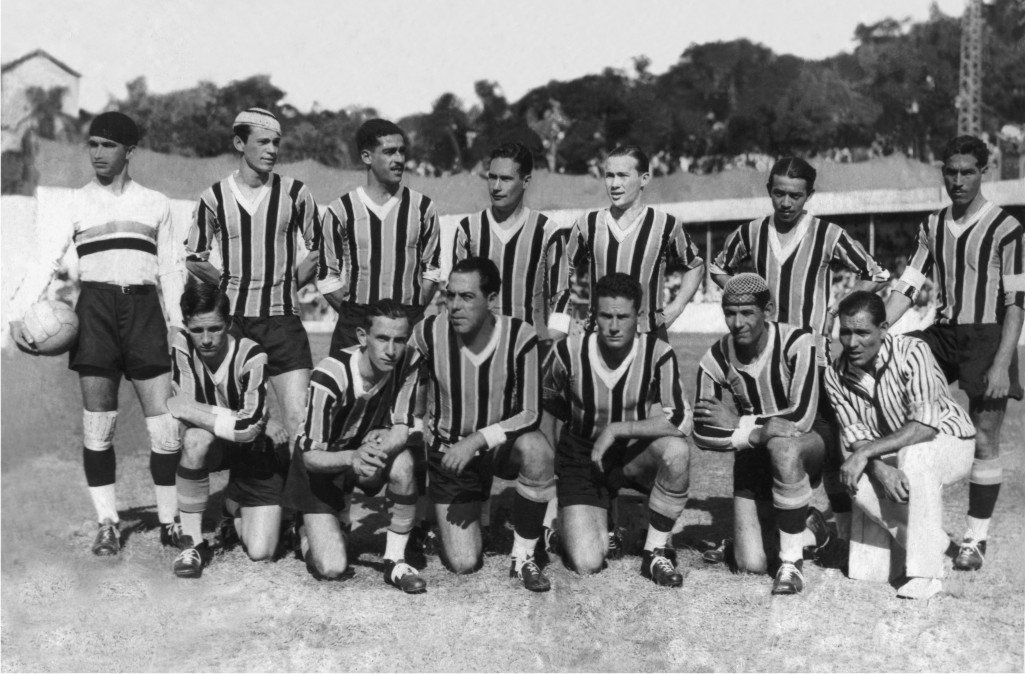
Time do Grêmio que ergueu o 15º título do clube: o Citadino de 1933, fazendo 5 a 3 sobre o Internacional, no Estádio da Baixada. Os gols gremistas foram anotados por Luiz Carvalho (2), Nenê (2) e Artigas.

Na década seguinte, a hegemonia do clube continuou. Três títulos metropolitanos (1921-1923) e o título de três Campeonatos Gaúchos de 1921, 1922 e 1926, Os anos 1930 continuaram dando ânimo ao desenvolvimento do Grêmio. Conquistas como o tetracampeonato de Porto Alegre 1930 a 1933 e o bicampeonato gaúcho 1931 e 1932. O auge de tal era foi 1935, com o famoso Grenal Farroupilha, nome dado, na verdade, ao campeonato citadino inteiro, por ocasião do centenário da Revolução Farroupilha. Ao ganhar do tradicional rival, o Tricolor sagrou-se campeão. Esta foi a última partida de Eurico Lara, que havia começado a jogar pelo clube em 1920, transformando-se em uma lenda do clube. Portanto, tal época proveu ao clube tanto títulos quanto o início da sua tradição e respeito. Após uma onda de profissionalizações do futebol na América do Sul, no início da década de 1930, o Rio Grande do Sul resolveu também migrar para esse novo modo de gerenciar o futebol. No ano de 1937, foi criada no estado a Especializada, departamento profissional filiado à Federação Brasileira de Futebol. Esta fez um campeonato metropolitano não relacionado com o antigo citadino, realizado pelo Federação Rio-Grandense de Desportos (atual Federação Gaúcha de Futebol), que era filiada à Confederação Brasileira de Desportos. Até 1939, mesmo ganhando os três metropolitanos, o Grêmio não se classificou para o Campeonato Gaúcho, por causa de tal divergência, é dirimida nos anos 1940. Com a criação do Conselho Nacional de Desportos, o profissionalismo foi oficialmente adotado pelo Tricolor. No final de 1949, o Grêmio realizou a primeira temporada no exterior de um time gaúcho ao ir para a América Central. Em 1952, o Grêmio contratou pela primeira vez em sua história um atleta negro, Tesourinha, na época jogador veio do Vasco. Contudo, na década de 1910, já havia jogadores afro-descendentes no clube, porém, não de forma oficial: Antunes (1912), Adão Lima (de 1925 a 1935), Hélio e Mário Carioca (ambos na década de 1940) e Hermes da Conceição (1947 a 1950), já haviam jogado no Tricolor, anteriormente. Em 1953 e 1954, o Grêmio fez a sua segunda excursão internacional (desta vez pelo México), Equador e Colômbia. Em abril de 1953, foi iniciada, finalizada apenas em 1954. Telêmaco Frazão de Lima era o treinador.

### 1954-1980: Inauguração do Estádio Olímpico e o hepta gaúcho

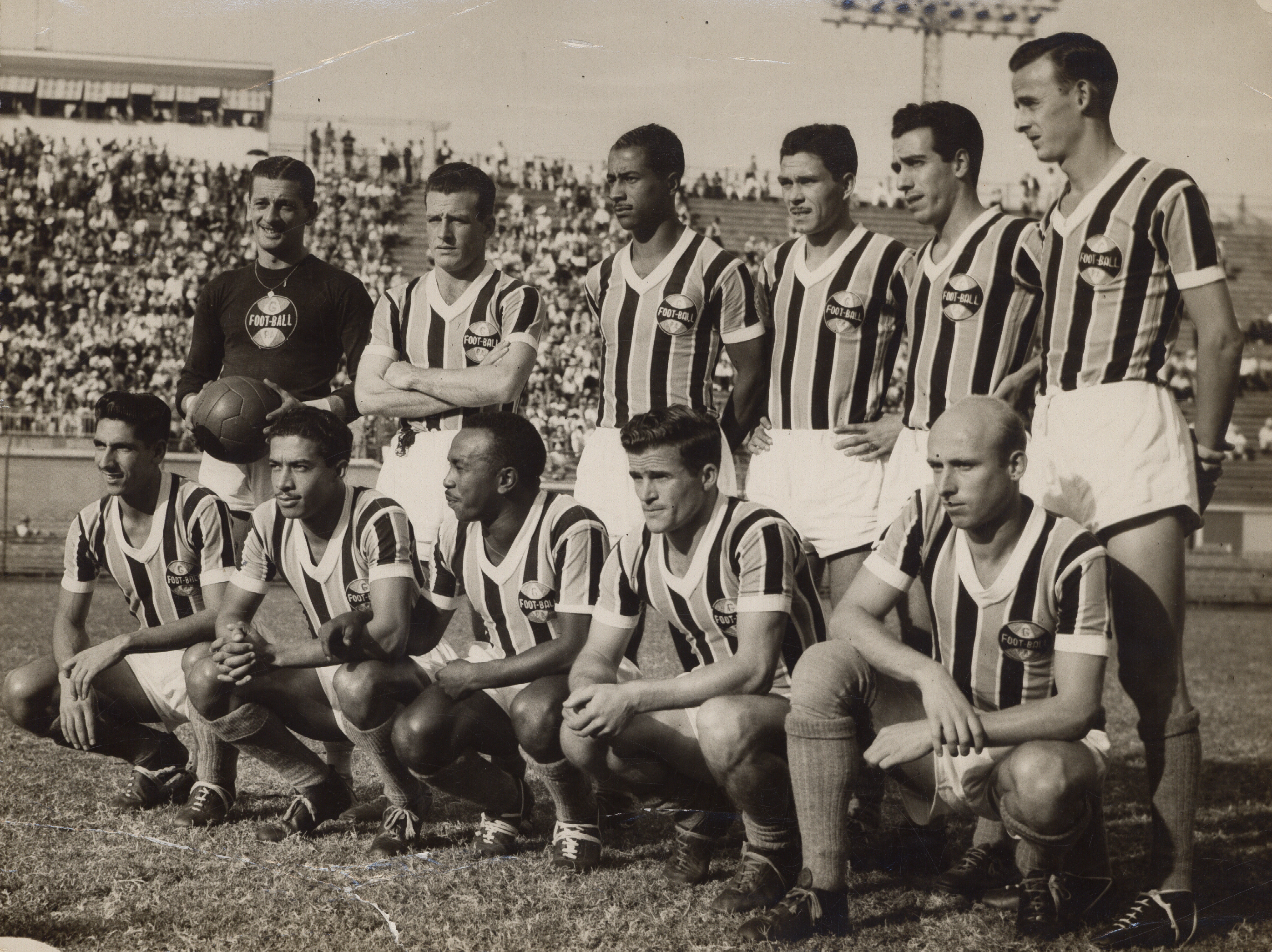
Equipe do Grêmio de 1950. Liderados pelo atacante Ariovaldo Wendt, no ano anterior a equipe já havia conquistado o Campeonato Gaúcho de 1949. Mais tarde neste mesmo ano, esta equipe venceria o Flamengo pelo placar de 3 a 1, no que seria a primeira vitória de um time de fora do Rio no Maracanã.

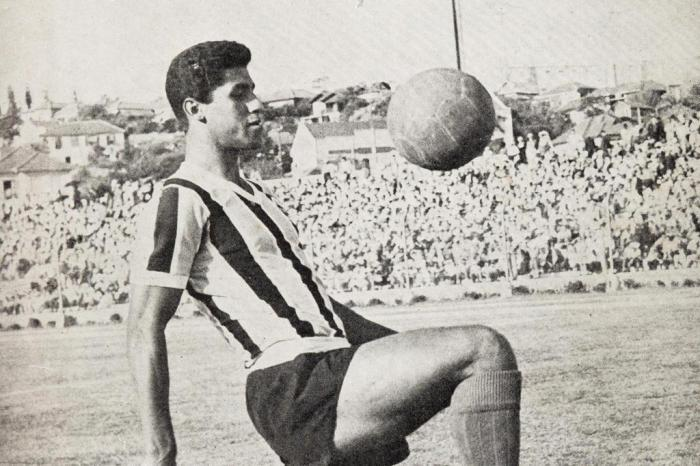
Airton Ferreira da Silva, conhecido como "Airton Pavilhão", zagueiro histórico do clube. Foi hendecampeão (11 vezes) do Campeonato Gaúcho (1956, 1957, 1958, 1959, 1960, 1962, 1963, 1964, 1965, 1966 e 1967). Jogador também foi convocado para a Seleção Brasileira entre 1960 e 1964.

Em 19 de setembro de 1954, o Grêmio inaugurou o seu maior projeto desde a sua fundação: o Estádio Olímpico. Com capacidade para 38 mil pessoas, ele tinha um só anel. No jogo de inauguração, o Grêmio venceu o Nacional, de Montevidéu por 2 a 0.
Nos anos seguintes, o Grêmio disputou treze campeonatos e venceu doze. Conquistou o pentacampeonato Gaúcho e Metropolitano (1956-1960) e o hepta campeonato Gaúcho (1962-1968), sendo esta a maior sequência de títulos do Gauchão do clube. No Gauchão de 1956, bateu o Pelotas; nos anos seguintes, venceu na final o Bagé, o Guarany de Bagé e o Clube Esportivo Aimoré, respectivamente. O Campeonato de 1960 foi decidido em jogos entre quatro equipes (Grêmio, Pelotas, 14 de Julho e Nacional).
O Tricolor também participou da Taça Brasil, que reunia os campeões estaduais, em quase estes anos, tendo sido três vezes semifinalista (1959, 1963 e 1967). Também jogou o Torneio Roberto Gomes Pedrosa, e atingiu seu ponto máximo em 1967, quando chegou ao quadrangular final, mas acabou ficando em quarto lugar. Esta época também deu ao clube o título do Campeonato Sul-Brasileiro de 1962, de forma invicta, seguindo a onda iniciada no estado pelo Cruzeiro, de Porto Alegre, que havia excursionado à Europa em 1953, o Tricolor também foi ao Velho Continente, em 1961 e 1962.
Em 1970, o Grêmio teve a primeira convocação de um jogador para a Seleção Brasileira em ano de título mundial. Everaldo foi convocado para o escrete e ganhou uma estrela na bandeira do tricolor. Após o início da década de 1970 contar com domínio do adversário em relação aos Campeonatos Gaúchos, o Grêmio conseguiu, em 1977, reverter a situação e voltar a ser campeão do estado, 9 anos após seu último título desse tipo. O Tricolor venceu o Internacional na final por 1 a 0, com gol de André Catimba e ficou com a taça. Este fato é tido como uma retomada do Grêmio, que culminou em grandes conquistas na década de 1980.

### 1981-1990: Década de ouro e a conquista do mundial

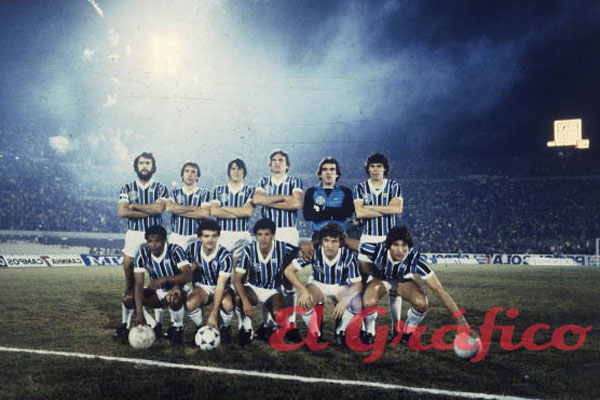
Final da Copa Libertadores da América de 1983, primeira partida contra o Peñarol em Montevidéu. Escalação: Mazarópi, Baidek, Hugo de León, Paulo Roberto, China, Casemiro, Renato Portaluppi, Osvaldo, Caio, Tita, Tarciso.

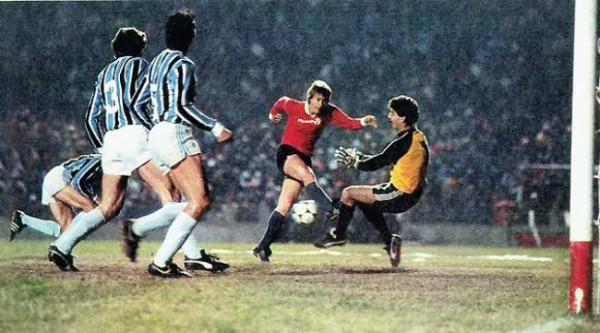
Grêmio vs. Independiente pela final da Copa Libertadores da América de 1984. O Grêmio esteve perto de conquistar o bi-campeonato mas não conseguiu superar o Independiente na final.

Os anos 1980 começaram bem para o Grêmio. Já em 1980, o time foi campeão do Gauchão. No Campeonato Brasileiro o clube chegou à sexta colocação, resultado aquém dos melhores desempenhos na década passada (quinta em 1973 e 1974). No âmbito patrimonial, o Estádio Olímpico foi ampliado e se tornou o "Olímpico Monumental", vista a grandeza da construção. O presidente na época era Hélio Dourado.
Em 1981, apesar de não ganhar o torneio estadual, o Grêmio teve o seu melhor ano desde a sua fundação: conquistou o Brasileirão, que contava, então, com quarenta e quatro times. A final foi em um jogo emblemático contra o São Paulo, no Estádio do Morumbi, em que o Grêmio fez 1 a 0, com um gol de Baltazar. A partir daí, o Grêmio iniciou uma época de ascensão.
Pode-se afirmar que, em termos de títulos, 1983 foi o melhor ano da história do clube. Neste espaço de tempo, venceu a Taça Libertadores e a Copa Intercontinental (competição que teve sua posição de mundial reconhecido pela FIFA em outubro de 2017), títulos inéditos para o Rio Grande do Sul. A primeira conquista foi feita em etapas: na primeira fase, o Tricolor foi campeão de seu grupo e "se vingou" (devido ao Brasileirão do ano anterior) do Flamengo, que não se classificou; na segunda fase, o time disputou um triangular com o Estudiantes de La Plata (com quem jogou a Batalha de La Plata, em que o time se viu obrigado a ceder o empate ao adversário após estar vencendo por 3 a 1, pela falta de condições de segurança) e com o América de Cáli; vencido o grupo anterior, a final estava desenhada contra o Peñarol, que foi batido por 3 a 2 no placar agregado (1 a 1 no primeiro jogo e 2 a 1 no segundo), com destaque para as atuações de Tita (que marcou o gol em Montevidéu), César (que fez o gol decisivo em Porto Alegre) e Renato Portaluppi (que cruzou para o gol de César).
Com a vitória na Libertadores, o Grêmio se classificou para disputar a Copa Intercontinental em Tóquio, contra o Hamburgo, que havia ganhado a Copa Europeia (antecessora da Liga dos Campeões da UEFA), vencendo a Juventus na final. Priorizando, a competição mundial, a equipe acabou ficando na terceira colocação do Gauchão daquele ano. O dia da grande partida da história do clube foi 11 de dezembro de 1983, e o local era o Estádio Olímpico de Tóquio. Após sair vencendo com um gol de Renato Portaluppi, o Tricolor cedeu o empate aos alemães nos minutos finais. O jogo, então, foi para a prorrogação. No tempo extra brilhou a estrela de Portaluppi, que, aos três minutos marcou o gol. Como não era morte súbita, o time ainda sustentou o resultado até o final do jogo e comemorou o título, o maior do clube. Renato, o herói do jogo, foi eleito o melhor em campo. Em Porto Alegre, a torcida comemorou em êxtase. Na volta para casa, o Grêmio ainda venceu a Los Angeles Cup, na cidade de Los Angeles, nos Estados Unidos, ao ganhar do América do México nos pênaltis (4 a 3) após empate de 2 a 2. Ao chegar em Porto Alegre, a delegação dos campeões desfilou pelas ruas em um carro de bombeiros. Em 1984, o Grêmio não repetiu o ano anterior por detalhe. Após chegar novamente à final da Libertadores, foi derrotado pelo Independiente, pelo placar agregado de 1 a 0 (0 a 1 em casa e 0 a 0 fora). Contudo, o clube foi hexacampeão gaúcho entre 1985 e 1990, e ainda venceu a primeira edição da Copa do Brasil, em 1989 (vencendo o Sport na final). No ano seguinte, venceu também a primeira edição da Supercopa do Brasil, superando o Vasco da Gama na final.

### 1991-2002: A retomada das grandes glórias e o Bicampeonato da Libertadores

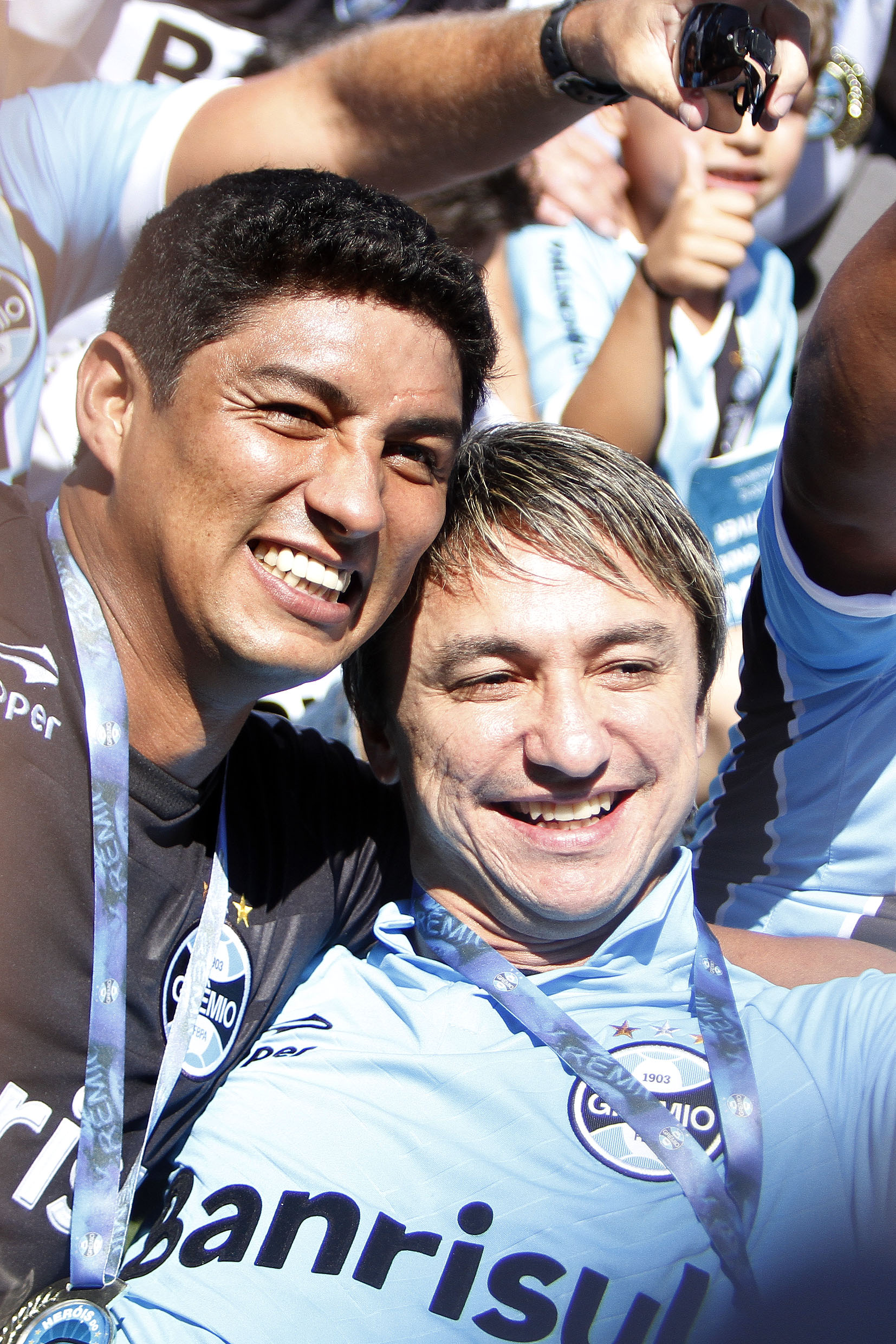
Jardel e Paulo Nunes foram os principais destaques da década de 1990. Ambos conquistaram dois Campeonatos Gaúchos (1995 e 1996), uma Copa Libertadores da América e uma Recopa Sul-Americana. Paulo Nunes também conquistou o Campeonato Brasileiro de Futebol de 1996 e a Copa do Brasil de 1997.

Em 1991, o Grêmio chegou pela segunda vez à final da Copa do Brasil, tendo sido derrotado pelo Criciúma, equipe treinada por Luiz Felipe Scolari, o Felipão, que ainda nesta década se consagraria como um dos maiores técnicos da história do Tricolor Gaúcho. Porém, neste mesmo ano, o Tricolor foi rebaixado pela primeira vez à segunda divisão do Campeonato Brasileiro. Em 1993 o Tricolor voltou a vencer o Campeonato Gaúcho, que não conquistava desde 1990. Nesse mesmo ano, Luiz Felipe Scolari, que já tivera uma passagem pelo clube, em 1987, foi contratado como treinador. Também em 1993, o time voltou à final de um campeonato nacional e foi vice-campeão da Copa do Brasil. No ano seguinte, o time de Felipão não deixou o título escapar, ao vencer o Ceará na final. O título deu direito ao clube de disputar a Copa Libertadores de 1995. O time não disputava tal competição desde 1990, mas, mesmo algum tempo após disputá-la pela última vez, foi muito bem. O time de Felipão contava com o ataque de Paulo Nunes e Jardel e Danrlei no gol, três dos principais jogadores do clube. Mesmo assim, não tinha um grande plantel, mas foi avançando na competição. O ponto alto, antes da final, foram os jogos contra o Palmeiras, pelas quartas de final: em Porto Alegre, 5 a 0 para os gaúchos e em São Paulo, 5 a 1 para os paulistas. O adversário nas semifinais foi o Emelec: em Guayaquil, empate de 0 a 0 e em Porto Alegre, 2 a 0 para os gaúchos. Na final, o adversário foi o Atlético Nacional, da Colômbia. Com uma vitória de 3 a 1 em casa e empate de 1 a 1 fora, o título ficou com os brasileiros.
Em 1995, também conquistou a Copa Sanwa Bank, disputada no Japão entre o vencedor da J-League e de uma competição nacional estrangeira: o tricolor jogou por ser vencedor da Copa do Brasil de 1994. Classificado para a Copa Intercontinental de 1995 contra o Ajax, o time empatou por 0 a 0 contra os neerlandeses, mas perdeu nos pênaltis por 4 a 3. Entretanto, já no ano seguinte, o clube deu mais uma conquista a sua torcida: o segundo Campeonato Brasileiro, conquistado após derrota em São Paulo contra a Portuguesa de Desportos por 2 a 0 e vitória pelo mesmo placar em Porto Alegre, com um gol de Ailton, nos minutos finais de partida. Também em 1996, o Tricolor venceu a Recopa Sul-Americana, ganhando do Independiente por 4 a 1. No ano seguinte, o título mais importante foi a Copa do Brasil, vencida contra o Flamengo (0 a 0 em casa e 2 a 2 fora). Em 1999, as conquistas foram a Copa Sul e o Campeonato Gaúcho.

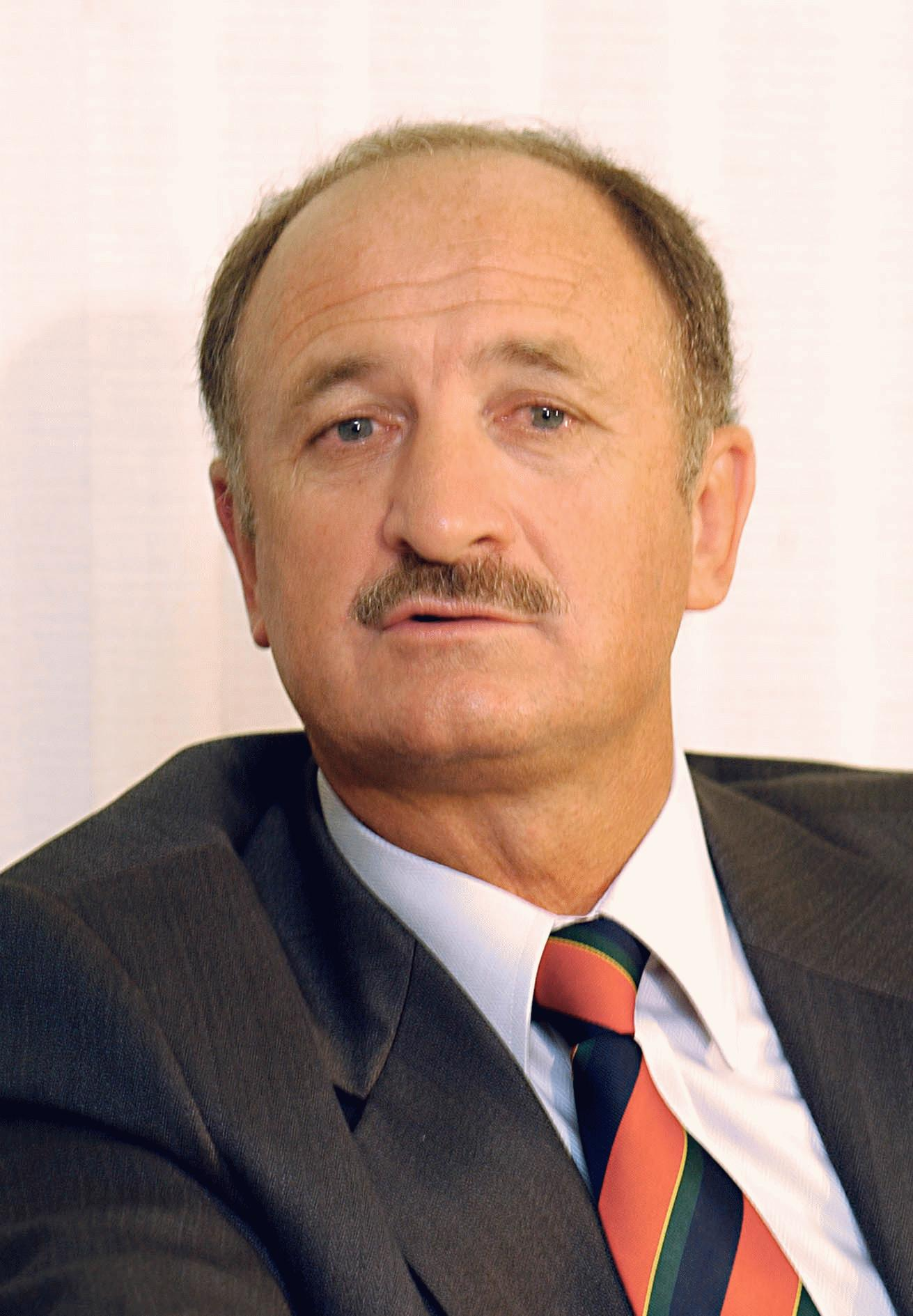
Felipão, conquistou a Libertadores de 1995 e foi vice-campeão mundial em 1995.

No ano de 2000 a direção do clube, então com o presidente José Alberto Guerreiro, firmou um contrato com  empresa suíça ISL. A empresa bancaria contratações para o Grêmio, pagando o salário dos jogadores. Com essa parceria, o clube trouxe jogadores como Amato, Astrada, Paulo Nunes e Zinho. Os três primeiros foram pagos pela empresa suíça com três cheques em nome do Grêmio, que chegavam a 500 mil reais, mas os clubes donos de seus passes não receberam o dinheiro, desviado. Após a falência da ISL, foi constado que o Grêmio estava quebrado, visto que teria que pagar por custos que antes a empresa parceira arcava. Em 2001 o clube venceu a Copa do Brasil em final disputada contra o Corinthians (2 a 2 em casa e 3 a 1 fora) e se tornando tetracampeão do torneio. Na Libertadores de 2002, a equipe novamente chegou às semifinais, mas caiu diante do Olimpia, nos pênaltis por 5 a 4.

### 2003-2011: Batalha dos Aflitos e a 4ª final de Libertadores

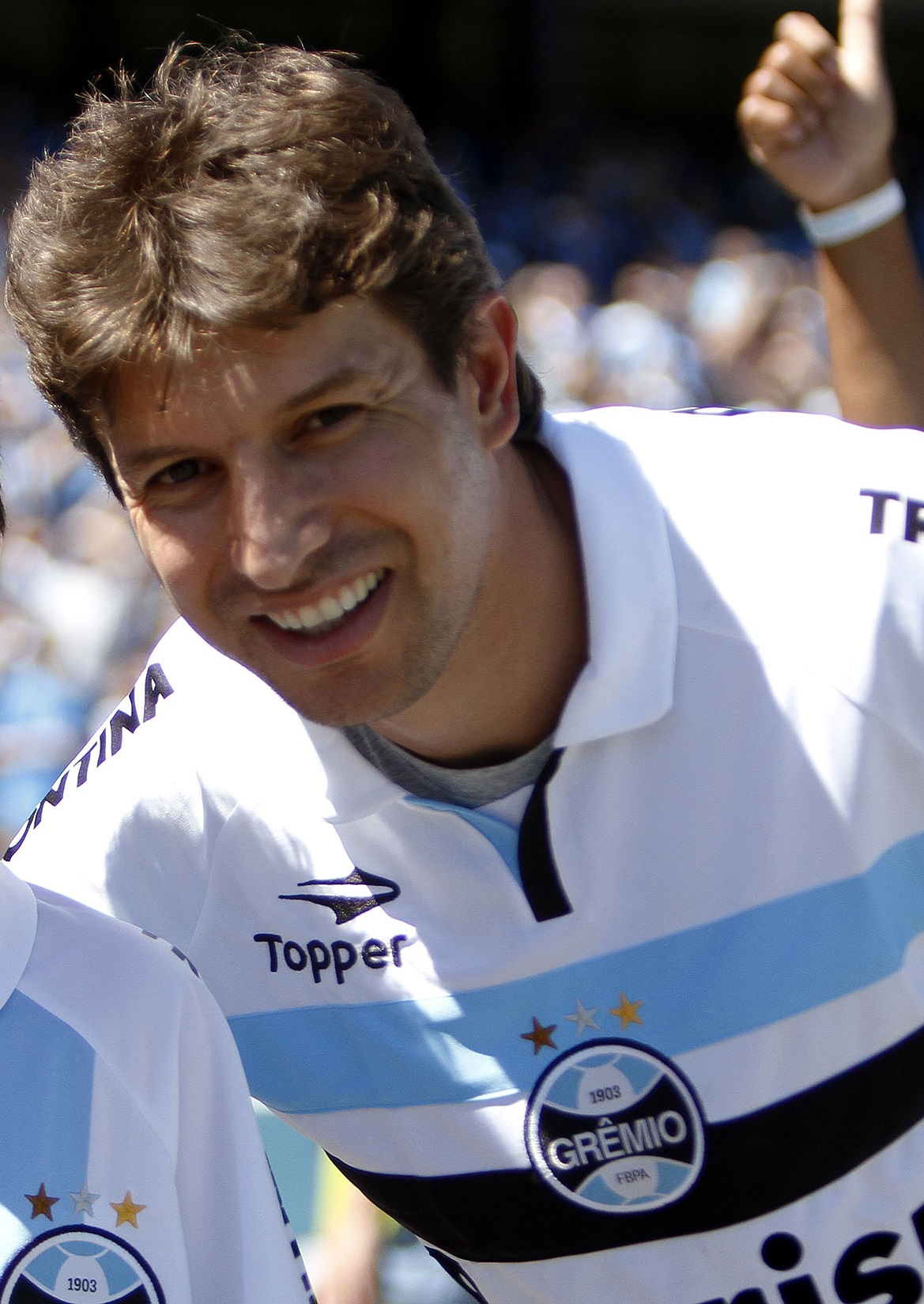
Tcheco foi camisa 10 e capitão na partida entre Grêmio vs. Boca Juniors pela final da Copa Libertadores de 2007.

No ano de seu centenário, em 2003, o Grêmio escapou do descenso apenas na última rodada, com uma vitória sobre o Corinthians, por 3 a 0. A partir desse ano, o Grêmio enfrentou o auge de sua crise financeira. Devido à situação deixada pela ISL e pelas administrações passadas, o clube acabou atingindo uma situação insustentável. O Tricolor acabou devendo em encargos trabalhistas para jogadores, funcionários e para clubes. Em 2004, com pouco dinheiro em caixa e uma dívida de 101,7 milhões, o time foi novamente montado sem dinheiro e saiu fraco. No Campeonato Brasileiro, conseguiu vencer apenas nove jogos, entre quarenta e seis possíveis e foi rebaixado à Série B pela segunda vez. As dívidas contraídas pelo clube são tidas como fator capital para o rebaixamento do clube.Em 2005, ainda sem dinheiro em caixa, o Grêmio continuava em situação quase falimentar. A dívida ascendia a 108 milhões, sendo 56 milhões a curto prazo. Paulo Odone havia assumido a presidência do clube em lugar de Flávio Obino, cujo mandato acabara no ano anterior. Para tentar contornar a situação, o Hugo De León, ídolo do clube foi contratado como treinador.
No Campeonato Gaúcho, o time foi mal. Para tentar inverter a situação, Mano Menezes foi contratado para o lugar do uruguaio. Na Série B, o time foi mal no início, mas se classificou entre os oito primeiros e conseguiu disputar o quadrangular final. Nesta fase da competição, desperdiçou chances de ganhar da Portuguesa de Desportos e do Santa Cruz. A ascensão teve de ser decidida contra o Náutico, no Estádio dos Aflitos, em Recife. Após ter dois pênaltis marcados contra (desperdiçados pelo adversário) e quatro jogadores expulsos, o Tricolor, ainda assim, conseguiu marcar o gol do título, feito por Anderson. Desse modo , o time conseguiu a subida novamente à Série A, no jogo que ficou conhecido como A Batalha dos Aflitos.

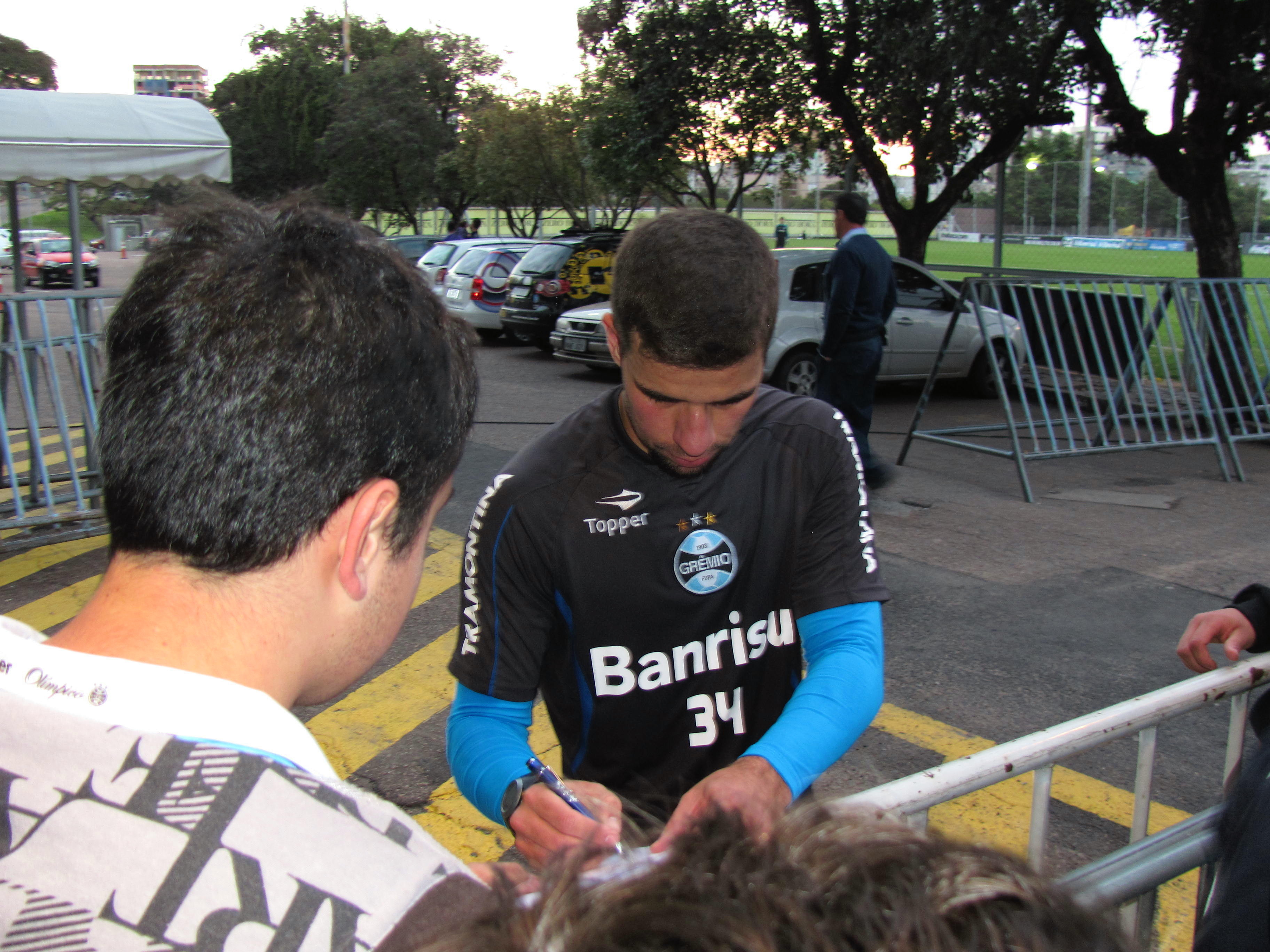
André Lima foi contratado em 21 de junho de 2010, e mais tarde seria o autor do primeiro gol na Arena do Grêmio.

Na Copa Libertadores 2007, o time chegou até a final, mas foi derrotado pelo Boca Juniors (3 a 0 fora e 0 a 2 em casa). No Campeonato Brasileiro de 2007, o sexto lugar foi a colocação final. Já no Campeonato Brasileiro de 2008, a equipe comandada por Celso Roth chegou a liderar o campeonato por 17 rodadas, ao assumir a posição devido a súbita queda de desempenho do Flamengo. O clube manteve a boa campanha atingindo uma série de 12 jogos sem derrotas. Curiosamente, a série foi quebrada com uma derrota para o Flamengo. Entretanto, esta derrota não foi suficiente para o Grêmio perder a liderança. O clube decidiu até a última rodada o título contra o São Paulo, mas acabou ficando com o vice-campeonato. Com a classificação para a Copa Libertadores de 2009, nas semifinais, ao perder pelo placar agregado de 5 a 3 (3 a 1 fora e 2 a 2 em casa) para o Cruzeiro. No intervalo de agosto de 2008 e julho de 2009, segundo o ranking da IFFHS, o Grêmio na nona colocação do ranking de clubes do mundo, sendo o melhor brasileiro e segundo melhor sul-americano, atrás somente do Estudiantes de La Plata, então campeão da Copa Libertadores daquele ano. Em 2010, o clube chegou a semifinal da Copa do Brasil mas foi eliminado pelo Santos após vencer por 4 a 3 em casa e perder por 3 a 1 na Vila Belmiro.

### 2012-2020: A Arena, o retorno doRei de Copase o Tricampeonato da Libertadores

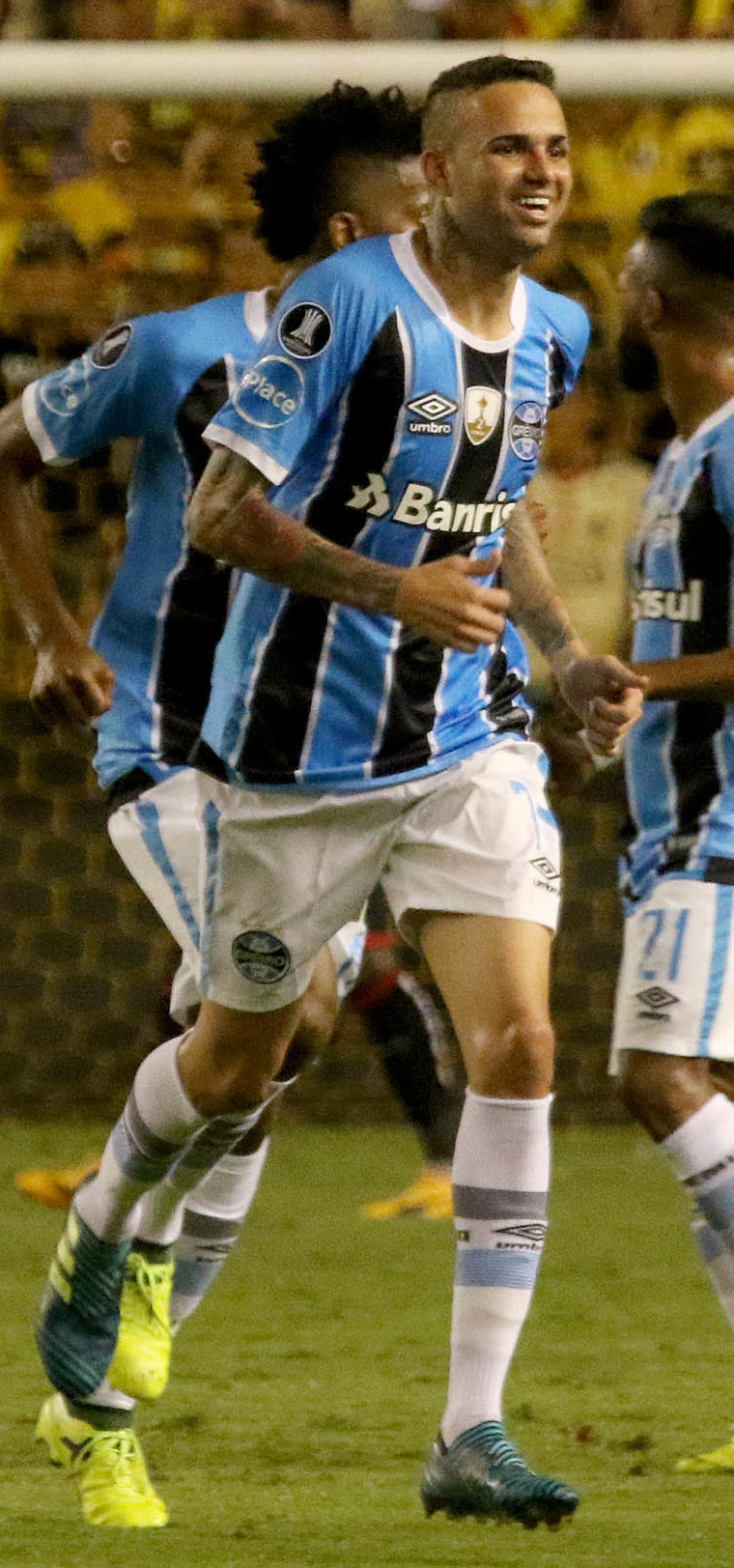
Luan, eleito melhor jogador da Copa Libertadores de 2017 e também eleito pelo El País (Uruguai), como o Rei da América em 2017.

Nos primeiros anos da Arena, havia grandes expectativas sobre a retomada de títulos importantes após um jejum que durava anos (desde o Tetracampeonato da Copa do Brasil de 2001). Para isso, a direção apostava em nomes experientes como Zé Roberto, Elano, André Santos, Hernán Barcos, Dida, todos com passagens pelas suas seleções, na tentativa de trazer títulos de expressão, mas sem sucesso. De 2012 a 2015 pode-se destacar as boas campanhas no Brasileiro de 2013 ao se estabelecer na 2ª colocação final e na Copa do Brasil de 2013 e 2014, alcançando as semifinais. Também podemos citar a primeira vitória gremista em Grenais na Arena, pela goleada de 4 a 1 em jogo válido pelo Campeonato Brasileiro de 2014 e também a maior goleada em Grenal por Campeonatos Brasileiros e do Século XXI, jogo que ficou conhecido como Grenal dos 5 a 0, no Campeonato Brasileiro de 2015. Seria em 2016 que o Grêmio retomaria o caminho das grandes conquistas. Apesar de não começar o ano bem, após ser eliminado na semifinal do Campeonato Gaúcho de 2016 pelo Juventude, dentro da Arena do Grêmio e posteriormente, mesmo após campanha razoável na fase de grupos da Copa Libertadores, ser eliminado pelos argentinos do Rosário Central, nas oitavas de final. Com campanha mediana no Campeonato Brasileiro, o clube liberou o técnico Roger Machado, que foi substituído pelo ídolo Renato Gaúcho. Renato comandou o time do Grêmio desde a segunda partida das oitavas de final da Copa do Brasil, quando eliminou o Athletico-PR nos pênaltis após perder por 1 a 0 dentro de casa. No jogo de ida, ainda comandado por Roger Machado, o Tricolor havia vencido por 1 a 0 em Curitiba. Depois disso, na caminhada pelo título, o Grêmio eliminou Palmeiras e Cruzeiro até chegar na final contra o Atlético-MG. A primeira partida da final foi realizada em 23 de novembro de 2016, no Mineirão, onde um público de quase 48 mil pessoas viu o Grêmio vencer por 3 a 1, fora de casa, com dois gols de Pedro Rocha e um de Everton. O gol dos mandantes foi marcado por Gabriel. No jogo de volta, podendo perder até mesmo por um a zero, o Grêmio sagrou-se pentacampeão da Copa do Brasil de Futebol de 2016 após empate por 1 a 1 na Arena do Grêmio, encerrando um jejum de 15 anos sem títulos de expressão nacionalmente. Paralelamente, terminou o Campeonato Brasileiro na 9ª posição.

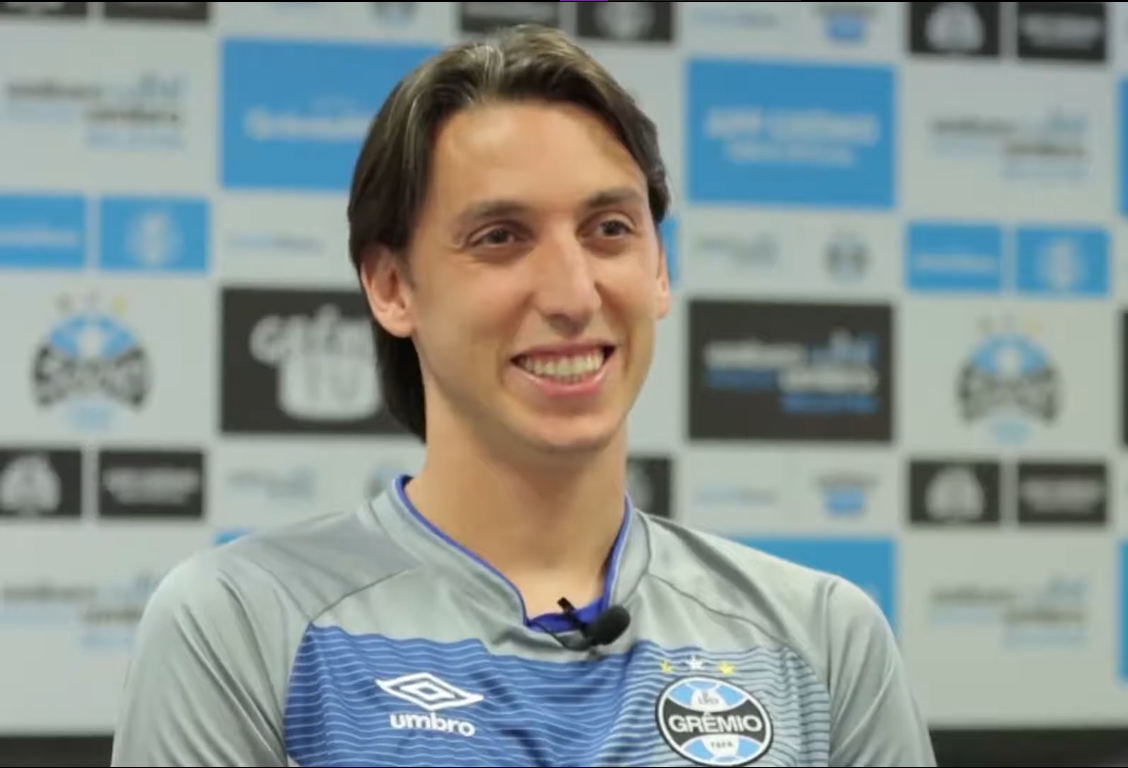
Pedro Geromel, capitão que levantou a taça da Copa Libertadores de 2017, foi eleito pelo El País (Uruguai) como melhor zagueiro da competição. Também foi um dos 23 convocados de Tite para a disputa da Copa do Mundo FIFA de 2018.

No ano de 2017, em sua décima sétima participação em Copa Libertadores, o Grêmio alcançou o terceiro título, com destaque para a defesa de Marcelo Grohe no jogo contra o Barcelona de Guayaquil pelas semifinais, que virou sensação na mídia mundial e comparada a defesa de Gordon Banks. Enfrentou o Lanús nos dois últimos jogos, clube do bairro de Buenos Aires e estreante em finais de Libertadores. Na primeira partida, Cícero marcou o gol que colocou o Grêmio em vantagem para a última partida em Buenos Aires. Na Argentina, sem temer a pressão dos mandantes, chegou a abrir 2 a 0 no primeiro tempo com gols de Luan e Fernandinho. José Sand descontou de pênalti para os locais. Pedro Geromel historicamente se juntou a Hugo de León e Adílson Batista como capitães tricolores que levantaram a taça mais prestigiada da América.
Com a conquista da Copa Libertadores da América de 2017, Grêmio garantiu vaga na Copa do Mundo de Clubes da FIFA de 2017. O primeiro jogo, a semifinal contra o Pachuca do México terminou em 1 a 0 para o tricolor, com gol marcado aos acréscimos por Everton. O adversário da final foi o clube espanhol Real Madrid, 11 vezes campeão da Liga dos Campeões da UEFA e havia se classificado após vencer la champions por 4 a 1 a equipe da Juventus e após eliminar o Al-Jazira nas semifinais por 2 a 1. O time madrileño foi a campo com a sua força máxima, jogadores que são atuais titulares em suas respectivas seleções nacionais e dono da FIFA Ballon d'Or de 2017, Cristiano Ronaldo. A equipe do Grêmio não pôde contar com o destaque da Libertadores o jovem Arthur (por conta de lesão), Cícero (autor do gol da final na primeira partida) e Cristian por conta do regulamento da FIFA sobre transferências no Mundial. Após resistir grande parte da primeira etapa com atuações sólidas dos defensores, em destaque para o capitão Pedro Geromel, Cristiano Ronaldo abriu o marcador aos 53 minutos em uma cobrança de falta. O jogo terminou 1 a 0 para a equipe de Madrid. Encerrou a competição como segundo melhor clube do mundo em 2017 e sendo a única equipe gaúcha a participar de todos os campeonatos oficiais da FIFA como finalista.  Neste mesmo ano, o time feminino de futebol do clube foi recriado, em parceria com a Associação Gaúcha de Futebol Feminino (AGFF).

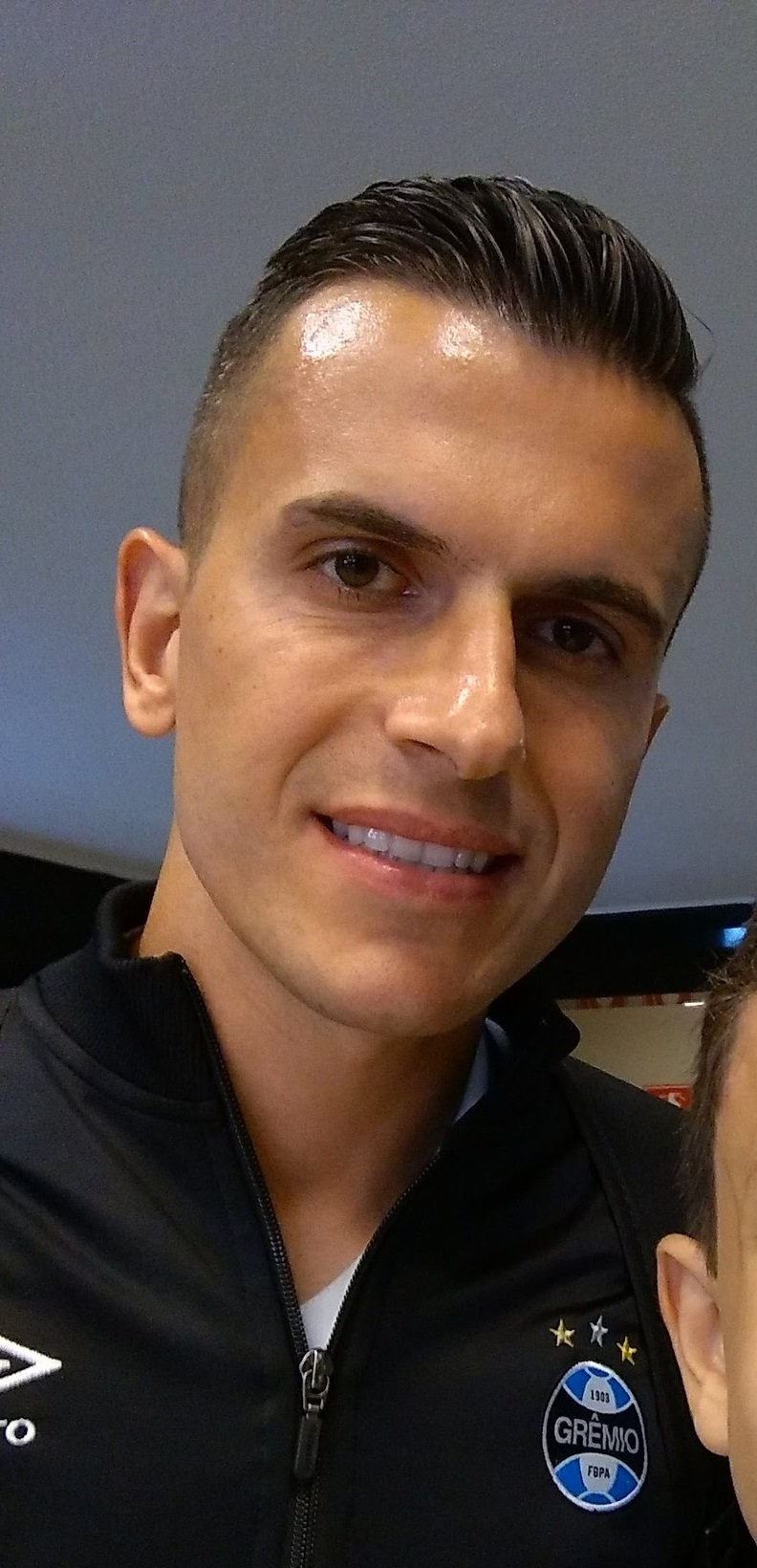
Marcelo Grohe realizou a "defesa do século" no jogo contra o Barcelona de Guayaquil, pela ida das semifinais da Libertadores de 2017, chamando a atenção da mídia internacional. Grohe ainda foi o responsável por defender a última penalidade que garantiu o bi-campeonato da Recopa Sul-Americana.

Ratificando as expectativas no início de 2018, viria também a se tornar bicampeão da Recopa Sul-Americana. Em um embate de dois jogos com o campeão da Copa Sul-Americana de 2017, o Independiente (repetindo o confronto da Recopa Sul-americana de 1996) o Grêmio acabou empatando ambos os confrontos (1 a 1 em Avellaneda e 0 a 0 em Porto Alegre). Com a igualdade no marcador persistindo mesmo durante a prorrogação, a decisão do título precisou acontecer nas penalidades. Após ver os seus companheiros converterem as cinco cobranças iniciais, Marcelo Grohe decretou o título do Grêmio bloqueando a penalidade cobrada pelo atacante Martín Benítez. A vitória por 5 a 4 nas penalidades assegurou o terceiro título do Grêmio em apenas um ano e meio, e colocou uma superioridade em confrontos diretos de finais contra o Rey de Copas argentino. Após ser eleito por três anos seguidos como melhor zagueiro pela Bola de Prata da Revista Placar/ESPN (2015, 2016, 2017), Pedro Geromel disputou a Copa do Mundo FIFA de 2018, convocado pelo treinador Tite. Maicon, Arthur e Luan ficaram na lista de suplentes.
Em abril de 2019, o clube conquistou o Campeonato Gaúcho invicto, após vencer o Internacional nos pênaltis após dois empates por zero a zero. Na Copa do Brasil de Futebol de 2019, chegou à fase de semifinais, sendo eliminado pelo Athletico após perder nos pênaltis em setembro. Na Copa Libertadores, o clube também chegou às semifinais, derrotado para Flamengo por 6 a 1 no agregado em outubro. Por terminar o Campeonato Brasileiro na quarta colocação, assegurou vaga na Copa Libertadores do ano seguinte. A equipe feminina chegou à final do Campeonato Gaúcho, perdendo o título ao ser derrotada por quatro a dois pelo Internacional em dezembro. O time ainda chegou às semifinais do Campeonato Brasileiro - Série A2 e foi promovido para disputar primeira divisão do certame em 2020, da qual havia sido rebaixado em 2017.
Em 2020, o Grêmio vendeu um de seus principais jogadores na época recente, Luan, para o Corinthians por cerca de cinco milhões de euros. Este mesmo ano foi marcado pela pandemia de COVID-19, que levou à interrupção do Campeonato Gaúcho em março, competição retomada em julho. O mesmo evento provocou um hiato na Copa Libertadores e o adiamento do início do Campeonato Brasileiro. Em agosto, o clube vendeu Everton, um de seus principais atletas, ao Benfica, por valor estimado pela imprensa em 20 milhões de euros. O futebol feminino, por sua vez, joga pela primeira vez desde 2017 a Série A1 do Campeonato Brasileiro. No ano de 2021, o Grêmio foi eleito o melhor clube da América do Sul da década, entre os anos de 2011-2020, em levantamento realizado pela International Federation of Football for History & Statistics (IFFHS). O ranking levou em consideração os pontos marcados pelos clubes no Club World Ranking da organização, a cada ano.

### 2021-2024: Pentacampeonato gaúcho, a queda e a volta à Libertadores

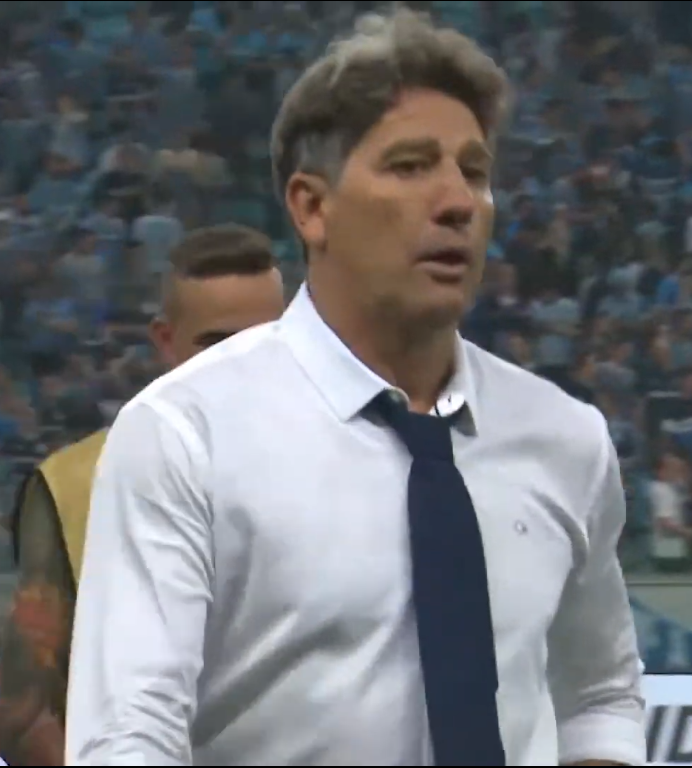
Renato Portaluppi, um dos maiores ídolos do clube, voltou a treinar o Grêmio, ainda em 2022, em meio a turbulências e cobranças de desempenho e foi um dos responsáveis pela volta para a Série A.

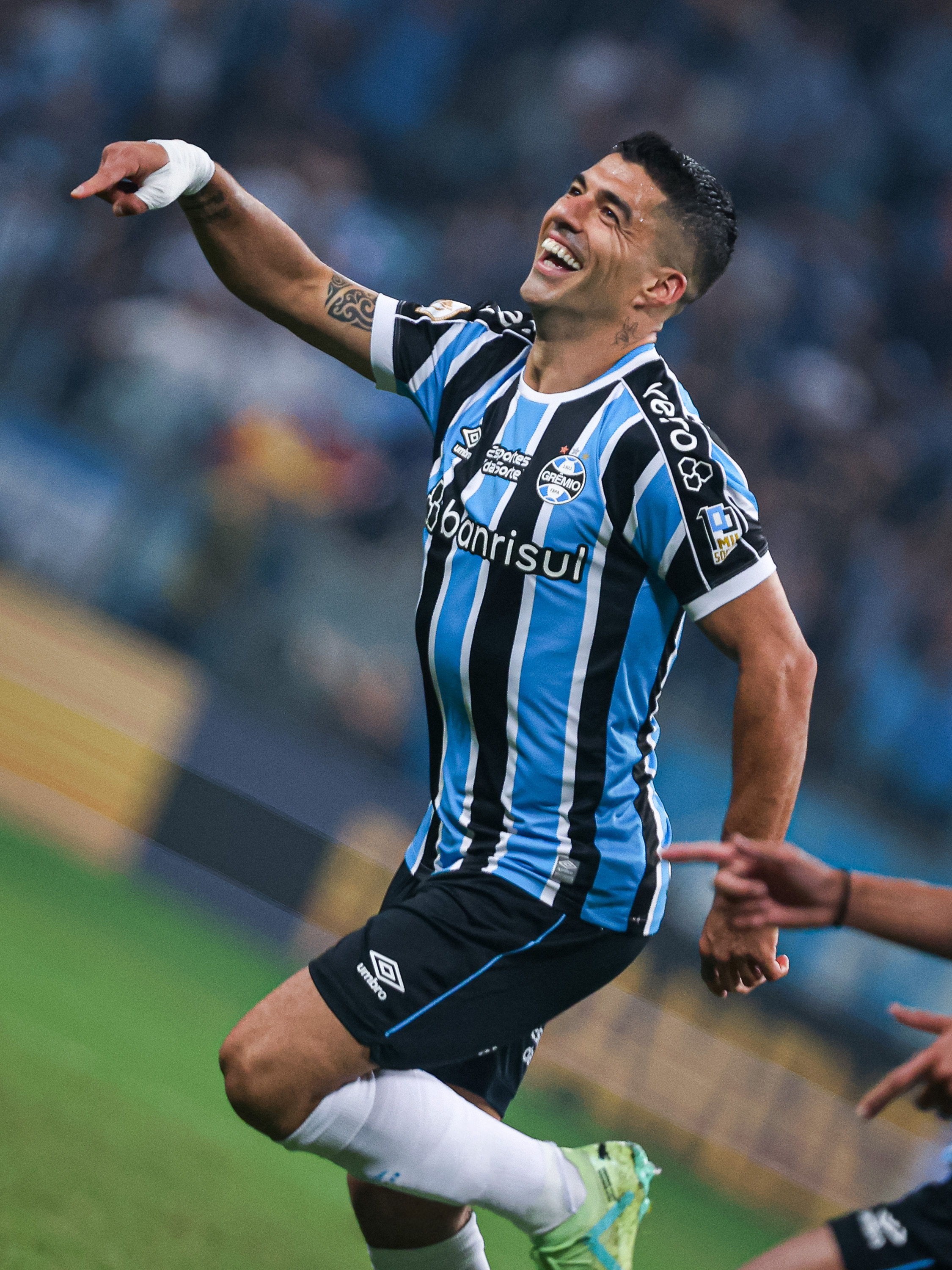
Luis Suárez foi uma das contratações para o ano de 2023, considerada pela imprensa esportiva como uma das maiores contratações da história do futebol brasileiro. Suárez foi eleito Bola de Ouro do Campeonato Brasileiro no qual foi vice-campeão, e marcou 29 gols e 17 assistências em 54 jogos.

Ao longo do ano de 2020, o trabalho do treinador Renato Portaluppi foi dando sinais de esgarçamento, com campanha abaixo do esperado no Campeonato Brasileiro e as eliminações contra o Santos na Libertadores e o Palmeiras na Copa do Brasil. O sexto lugar no Campeonato Brasileiro fez com que o Grêmio tivesse que disputar, pela primeira vez desde 2013, a fase preliminar da Libertadores. Ingressar nessa fase, tradicionalmente, é prejudicial para as equipes por antecipar o início da temporada, mas em 2021 o prejuízo foi ainda mais severo, pois as finais da Copa do Brasil de 2020 foram disputadas entre 28 de fevereiro e 7 de março, e o primeiro jogo da fase preliminar da Copa Libertadores de 2021 ocorreu em 10 de março, o que impediu que os jogadores do Grêmio gozassem de férias entre as temporadas 2020 e 2021. Na segunda fase da competição, contra o Independiente del Valle, o clube acabou eliminado, sendo encaminhado para a disputa da Copa Sul-Americana. A derrota acabou ocasionando a demissão de Renato Portaluppi, que trabalhava no clube havia quase cinco anos.
Seu substituto foi Tiago Nunes, com quem o Grêmio se classificou para a fase seguinte da Copa Sul-Americana e venceu o Campeonato Gaúcho em final disputada contra o Internacional. Entretanto, na festa de comemoração pelo título da competição estadual, o clube não cumpriu as medidas recomendadas para enfrentamento à pandemia do COVID-19 e houve um surto da doença no elenco. O surto contribuiu para que o time tivesse um fraco desempenho no início do Campeonato Brasileiro de 2021, obtendo apenas dois pontos em sete jogos e caindo para a última posição na tabela de classificação. O treinador Tiago Nunes foi demitido e substituído por Felipão, que, por sua vez, também não conseguiu conduzir o clube para fora da zona de rebaixamento e acabou saindo por comum acordo depois de três meses de trabalho. Vagner Mancini, então técnico do América Mineiro, foi contratado para o seu lugar, em outubro. Sem conseguir resultados, o Grêmio terminou o campeonato rebaixado pela terceira vez, mesmo vencendo o Atlético Mineiro na última rodada.
Mesmo com o rebaixamento, o treinador Vagner Mancini e o vice-presidente de futebol Dênis Abrahão foram mantidos para a temporada 2022. Após um início de ano de fracas atuações no Gauchão, Mancini foi demitido e substituído por Roger Machado, que levou o clube ao pentacampeonato estadual, eliminando o rival na semifinal e derrotando o Ypiganga no jogo decisivo. Na Copa do Brasil, o Grêmio acabou eliminado na primeira fase, para o Mirassol. Na Série B, fez uma campanha que, embora não apresentasse um futebol exuberante, foi suficiente para garantir o acesso. Contudo, uma sequência de resultados ruins perto do final do campeonato acabou levando à queda de Roger. Para seu lugar foi trazido de volta Renato Portaluppi, que já era assediado pelos dois postulantes à presidência do clube. Mantendo o futebol de pouco brilho de Roger, o Grêmio de Renato garantiu o acesso à Série A de 2023. Em novembro, Alberto Guerra foi eleito presidente, substituindo Romildo Bolzan Júnior, que ocupou o cargo por oito anos, em uma gestão que combinou o saneamento das finanças do clube, a retomada dos grandes títulos e a volta do Grêmio ao protagonismo nacional e internacional, mas que acabou maculada pelo terceiro rebaixamento.
No ano em que retornou à elite do futebol brasileiro, o Grêmio contratou vários reforços, com destaque para o uruguaio Luis Suárez, à época o 5º maior artilheiro em atividade no futebol mundial, e manteve a hegemonia estadual, conquistando o hexacampeonato gaúcho e a recopa gaúcha. Em âmbito nacional, foi semifinalista da Copa do Brasil e vice-campeão do Campeonato Brasileiro, garantindo a vaga direta para a Libertadores de 2024.

#### Efeitos das enchentes de 2024
Em 2024, o estado do Rio Grande do Sul foi afetado por enchentes que causaram inundações severas na região metropolitana. O Grêmio em particular foi severamente afetado de maneiras diferentes. A Arena do Grêmio e os bairros nos arredores foram inundados. Cerca de 500 moradores se abrigaram no estádio até serem transferidos para abrigos oficiais, já que não havia abastecimento de água ou luz. Ao mesmo tempo, ladrões saquearam a Gremiomania, a loja oficial do Grêmio. O CT Luiz Carvalho próximo à orla do Lago Guaíba foi o primeiro a ser afetado, a Ilha do Grêmio, área de recreação para os sócios na Ilha dos Marinheiros, também foi submersa pela água, enquanto o CT Hélio Dourado em Eldorado do Sul ficou totalmente inundado, ilhando inúmeros jovens jogadores da base do Grêmio e funcionários no centro de treinamentos. Um helicóptero levou mantimento para os atletas até serem resgatados em 7 de maio após os resgates serem atrasados devido à insegurança na região. Muitos jogadores ajudaram para ajudar as vítimas da tragédia, e o atacante Diego Costa auxiliou nos resgates.  O Grêmio começou uma campanha de arrecadamento de doações para as vítimas, e o Olímpico Monumental foi reativado temporariamente para receber doações, a única propriedade do clube a não ser afetada pelas enchentes. O Grêmio, juntamente com outros clubes gaúchos fizeram uma campanha de pressão para a paralisação do Brasilerão e Copa do Brasil. Após um mês de hiato devido às chuvas e enchentes, o Grêmio voltou a jogar, transferindo a maioria dos jogos para o Estádio Couto Pereira do Coritiba Foot Ball Club em Curitiba. O Grêmio ganhou sua primeira partida desde o início da enchente contra o The Strongest, pela Copa Libertadores, ganhando do clube boliviano de 4 a 0.

## Símbolos

### Bandeira
|                                                   |  |  |
| Lançamento da terceira bandeira do Grêmio em 1944 |  |  |

A primeira bandeira foi exibida pela primeira vez pelo clube na inauguração da Baixada. Tratava-se de um estandarte listrado horizontalmente em azul, preto e branco com o distintivo no canto superior esquerdo. Em 1918, uma torcedora homenageou o clube com uma bandeira tal como a brasileira, a qual passou a ser utilizada. Suas cores, contudo, diferenciavam-se da nacional ao substituir o fundo verde pelo azul, trocar o amarelo do losango pelo branco e mudar o círculo azul pelo distintivo do clube. Esse modelo foi utilizado até 1947, devido a uma lei que proibia imitações do símbolo nacional.
De 1944 a 1963, a estandarte era semelhante à do Reino Unido, mas tinha o distintivo do clube, localizado à esquerda. A tradicional bandeira, também similar à do Reino Unido, mas com cores distintas surgiu em 1963 e é utilizada até hoje. Seu fundo é azul e duas listras diagonais, uma horizontal e um vertical que se interseccionam no centro do estandarte, todas pretas com bordas brancas a compõe, sendo completada pelo distintivo do Grêmio no meio. Há uma estrela dourada também na bandeira do clube, que representa o jogador Everaldo, eterno craque imortal dos anos 1970 que foi o primeiro atleta atuando por um clube gaúcho a ser Campeão do Mundo pela Seleção Brasileira de Futebol

### Escudo
O Grêmio, assim como vários outros clubes do Brasil, teve constantes e importantes mudanças em seu escudo no decorrer da história. Iniciado em 1903, o Grêmio teve como primeiro símbolo um emblema em azul e branco, logo depois substituiu esse por um escudo em formato de bola de futebol, que se manteve durante as décadas, sofrendo diversas alterações. Em alguns anos, como em 1922 e em 1953 o escudo do Grêmio contou com o amarelo, mesmo que não seja uma de suas cores oficiais. Dentre os modelos utilizados, dois são comemorativos, o de 1922 em comemoração aos 100 anos da Independência do Brasil, modelo não utilizado em competições, e o de 1953 em comemoração ao cinquentenário da equipe. O escudo de 1920 é inspirado nas bolas de futebol da época, sendo o modelo inicial da evolução do escudo do clube. A partir de 1930, o escudo passou a ter contornos em azul ao invés do preto, que ocupava apenas a parte central do escudo. Em 1940, o escudo perdeu os polos brancos, que passaram a ser azul, ganhando novamente um contorno preto. Em 1950, a cor do escudo ficou mais clara e foram removidas as duas esferas existentes nos polos do escudo, que somente seriam retomadas em 1960 com fundo branco.
De 1920 até 1960, pouca coisa havia mudado no escudo do Grêmio. A grande mudança veio no ano de 1963, quando a palavra "Grêmio" passou a ter destaque no escudo, ocupando a parte central do símbolo e as esferas dos polos passaram a ter fundo azul. Essa foi a mudança mais marcante no escudo na época, elaborado por comissão formada por alguns membros da diretoria do clube. O logo não sofreu mudanças significativas em 1970, todavia, na década de 80 uma nova grande transformação, o logo passava a ter duas linhas de contorno uma maior em branco e uma fina em preto, no extremo do símbolo. Os escudos da década de 90 não sofreram grande modificação, uma vez que o clube acabou por encontrar um padrão ao escudo que atualmente é utilizado. Eventualmente foram feitas pequenas e até imperceptíveis modificações no escudo que se mantém até hoje.

#### Estrelas
Com a conquista dos grandes títulos na década de 80, o Grêmio decidiu destacar suas glórias, com isso criou um adorno em seu escudo, adicionando três estrelas, uma de bronze em referência ao Campeonato Brasileiro de 1981, outra prateada pela Copa Libertadores de 1983 e uma terceira em dourado pela Copa Intercontinental.
As estrelas começaram a fazer parte inclusive da camisa do clube, prática que se mantém até hoje. Mesmo que ainda sejam utilizadas, as estrelas atualmente possuem outro significado. Com as conquistas obtidas após a década de 80, o Grêmio destaca a estrela de bronze como as conquistas nacionais (Campeonato Brasileiro, Copa do Brasil e Supercopa do Brasil) a estrela de prata se refere as conquistas continentais (Copa Libertadores e Recopa Sul-Americana) e a dourada pela Copa Intercontinental.

### Mascote

O mascote oficial é um mosqueteiro.

O mascote do Tricolor Gaúcho é o mosqueteiro. O cartunista Pompeo, desenhando para o jornal Folha da Tarde, desenhou um mosqueteiro, inspirado nos Três Mosqueteiros, de Alexandre Dumas, com as cores do Grêmio para representar o clube em 1946. O objetivo era usar o mosqueteiro de Dumas como um símbolo do espírito de união entre jogadores, diretoria e torcedores, além de ser um símbolo de bravura e raça. O personagem foi bem recebido pelos torcedores e foi logo adotado como um mascote. Uma faixa com o slogan “Com o Grêmio onde o Grêmio estiver” com a imagem do mosqueteiro de Pompeo apareceu no mesmo ano no Estádio da Baixada, assim como o jornal interno do clube adotou o nome "O Mosqueteiro".
Em 2001, foi realizado um concurso para a escolha de um novo desenho de mascote, que seguisse o padrão da figura. O escolhido foi o desenho de Hilton Edeniz Oliveira Ávila. Em 2023, o clube decidiu criar um novo mascote para acompanhar o mosqueteiro: o Flecha Negra, uma homenagem ao ídolo do clube Tarciso Flecha Negra. Em um concurso promovido pelo clube, o desenho do paraibano Caio Barbalha foi escolhido em dezembro de 2023 para a imagem do Flecha Negra.

### Hino

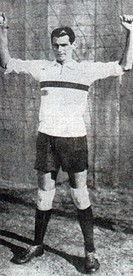
O goleiro Eurico Lara é mencionado no hino do clube como "craque imortal".

O primeiro hino foi composto em 1924 por Isolino Leal. Ele exultava a força do clube e o amor a ele. Posteriormente, em 1946, foi realizado um concurso pela diretoria do clube para a escolha de um novo hino. A composição escolhida foi a de Breno Blauth, gravada por Alcides Gonçalves.
O hino atual foi composto por Lupicínio Rodrigues, em 1953. Lupi, que era gremista, estava durante uma tarde no Restaurante Copacabana, no bairro Cidade Baixa, em Porto Alegre, quando teve a ideia, em uma conversa com amigos. Ao longo das estrofes, o hino cita a fé e o fanatismo dos gremistas. Eurico Lara, goleiro que atuou no Grêmio entre a década de 1920 e 1930, é citado como "craque imortal".
Outra referência histórica é o verso "Com o Grêmio onde o Grêmio estiver", estampado em uma faixa feita por Alfredo Obino durante uma greve de bondes, em 1953. O maestro Salvador Campanella, um dos mais conceituados da área no estado, ficou a cargo de elaborar a partitura da canção.
No ano de 1997 o hino recebeu uma versão com a sonoridade atualizada para o final da década de 1990 do século XX, na voz do cantor gaúcho Vitor Ramil, no álbum "Os Hinos dos Grandes Clubes Brasileiros cantados por Feras do Rock e da MPB".
No ano de 2004 o hino recebeu uma nova versão para a primeira década do século XXI, desta vez nas vozes de Borghettinho e de Nê, Rafa Machado e Tati Portella (vocalistas do Chimarruts), na edição de 2004 do álbum "Os Hinos dos Grandes Clubes Brasileiros cantados por Feras do Rock e da MPB".

### Uniforme
O primeiro uniforme do Grêmio foi baseado nas vestimentas do clube inglês Exeter City. Nos anos seguintes, as cores azul, preto e branco coloriram o uniforme do Grêmio em várias combinações diferentes, até 1928, quando surgiu o modelo definitivo da camiseta tricolor: listas verticais azuis, pretas e brancas.
|  | 1903 | Ver evolução | 2025 |

#### Patrocínio e material esportivo
O Grêmio utiliza patrocínios em sua camiseta desde 1987, quando assinou um acordo com a Coca-Cola, utilizando um logotipo sem o vermelho, apenas em preto e branco. De 1998 até 2000, o Grêmio estampou a marca da General Motors em suas camisas, representada pelos veículos Corsa, Astra, Vectra, S-10, Celta e o Banco GM.
Após um breve período sem patrocinador, o clube firmou, em 2001, um acordo com o Governo do Estado do Rio Grande do Sul para estampar a marca do Banco do Estado do Rio Grande do Sul em sua camisa, inicialmente para pagamento de uma dívida com o banco. O contrato atual entre as duas partes é válido até o final de 2021 e estima-se que o clube receba cerca de dezesseis milhões de reais anuais do banco.
Em 2005, o clube fechou um acordo com a Puma para o fornecimento de material esportivo. Entre 2011 a 2014, a empresa Topper foi a fornecedora oficial do clube. Ao encerrar contrato com a Topper, o clube encerrou uma parceria de 10 anos com a Filon, que administra as marcas Puma e Topper. Em 2015, o clube anunciou sua nova patrocinadora, a marca inglesa Umbro. No final de 2019, o contrato com a empresa foi renovado até 2024.
| Anos      | Fornecedor de material esportivo | Patrocinador principal               | Ref.    |
| --------- | -------------------------------- | ------------------------------------ | ------- |
| 1980–1982 | Olympikus                        | Não havia                            |         |
| 1983–1984 | Adidas                           | Não havia                            |         |
| 1987–1994 | Penalty                          | Coca-Cola                            | [ 126 ] |
| 1995–1997 | Penalty                          | Tintas Renner                        | [ 126 ] |
| 1998–1999 | Penalty                          | General Motors                       | [ 126 ] |
| 2000      | Kappa                            | General Motors                       |         |
| 2001–2004 | Kappa                            | Banco do Estado do Rio Grande do Sul | [ 129 ] |
| 2005–2010 | Puma                             | Banco do Estado do Rio Grande do Sul | [ 131 ] |
| 2011–2014 | Topper                           | Banco do Estado do Rio Grande do Sul | [ 132 ] |
| 2015–2025 | Umbro                            | Banco do Estado do Rio Grande do Sul | [ 134 ] |
| 2025–     | Umbro                            | Alfa                                 | [ 7 ]   |

## Títulos
Em relação ao total de número de títulos, a equipe é uma das maiores do Brasil, com conquistas internacionais (Copa Intercontinental, competição que teve sua classificação de mundial reconhecido pelo Conselho da FIFA em outubro de 2017, Copa Libertadores da América e Recopa Sul-Americana), nacionais (Campeonato Brasileiro, Copa do Brasil e Supercopa do Brasil), regionais (Copa Sul e Campeonato Sul-Brasileiro) e estaduais (Campeonato Gaúcho, Copa FGF e Recopa Gaúcha), totalizando cerca de 65 títulos oficiais. No que diz respeito ao somatório de títulos oficiais de abrangência nacional e internacional de clubes brasileiros de futebol (sem contar títulos oficiais de abrangência estadual e regional), em setembro de 2019 o Grêmio figurava como o mais vitorioso entre os clubes que não são da Região Sudeste do país.

### Futebol masculino

#### Títulos oficiais
| HONRARIAS      | HONRARIAS                                    | HONRARIAS | HONRARIAS |
|                | Competição                                   | Títulos   | Temporadas |
| -------------- | -------------------------------------------- | --------- | --- |
|                | Tríplice Coroa                               | 1         | 1996 |
|                | Melhor Clube da América na Década            | 1         | Condecoração outorgada em 2020 pela IFFHS, abrange o período de 1º de janeiro de 2011 a 31 de dezembro de 2020. |
|                | Melhor Clube da América e 2º Melhor do Mundo | 1         | Condecoração outorgada em 2017 pela IFFHS, abrange o período de 1º de janeiro de 2017 a 31 de dezembro de 2017. |
| MUNDIAIS       |                                              |           | |
|                | Competição                                   | Títulos   | Temporadas |
|                | Copa Intercontinental                        | 1         | 1983 |
| CONTINENTAIS   |                                              |           | |
|                | Competição                                   | Títulos   | Temporadas |
|                | Copa Libertadores da América                 | 3         | 1983, 1995 e 2017 |
|                | Recopa Sul-Americana                         | 2         | 1996 e 2018 |
| NACIONAIS      |                                              |           | |
|                | Competição                                   | Títulos   | Temporadas |
|                | Campeonato Brasileiro                        | 2         | 1981 e 1996 |
|                | Copa do Brasil                               | 5         | 1989, 1994, 1997, 2001 e 2016 |
|                | Supercopa do Brasil                          | 1         | 1990 |
|                | Campeonato Brasileiro - Série B              | 1         | 2005 |
| INTERESTADUAIS |                                              |           | |
|                | Competição                                   | Títulos   | Temporadas |
|                | Copa Sul                                     | 1         | 1999 |
|                | Campeonato Sul-Brasileiro                    | 1         | 1962 |
| ESTADUAIS      |                                              |           | |
|                | Competição                                   | Títulos   | Temporadas |
|                | Campeonato Gaúcho                            | 43        | 1921, 1922, 1926, 1931, 1932, 1946, 1949, 1956, 1957, 1958, 1959, 1960, 1962, 1963, 1964, 1965, 1966, 1967, 1968, 1977, 1979, 1980, 1985, 1986, 1987, 1988, 1989, 1990, 1993, 1995, 1996, 1999, 2001, 2006, 2007, 2010, 2018 , 2019, 2020, 2021, 2022, 2023 e 2024 |
|                | Copa FGF                                     | 1         | 2006 |
|                | Recopa Gaúcha                                | 5         | 2019, 2021, 2022, 2023 e 2025 |
| MUNICIPAIS     |                                              |           | |
|                | Competição                                   | Títulos   | Temporadas |
|                | Campeonato Citadino de Porto Alegre          | 29        | 1911, 1912, 1913, 1914, 1915, 1919, 1920, 1921, 1922, 1923, 1925, 1926, 1930, 1931, 1932, 1933, 1935, 1937, 1938, 1939, 1946, 1949, 1956, 1957, 1958, 1959, 1960, 1964 e 1965                                                                                      |
| TOTAL          |                                              |           | |
| Escudo         | Conquistas                                   | Títulos   | Categorias |
|                | Títulos oficiais                             | 95        | 1 Mundial, 5 Continentais, 9 Nacionais, 49 Estaduais, 2 Interestaduais e 29 Municipais |

 Campeão invicto

### Futebol feminino
| REGIONAIS                                   | REGIONAIS                  | REGIONAIS | REGIONAIS                     |
|                                             | Competição                 | Títulos   | Temporadas                    |
| ------------------------------------------- | -------------------------- | --------- | ----------------------------- |
| Rio Grande do Sul · Santa Catarina · Paraná | Copa Sul                   | 1         | 2002                          |
| ESTADUAIS                                   |                            |           |                               |
|                                             | Competição                 | Títulos   | Temporadas                    |
| Rio Grande do Sul                           | Campeonato Gaúcho          | 5         | 2000, 2001, 2018, 2022 e 2024 |
| AMISTOSOS                                   |                            |           |                               |
|                                             | Competição                 | Títulos   | Temporadas                    |
| Brasil · Uruguai                            | Copa Mercosul              | 1         | 2001                          |
| Brasil                                      | Ladies Cup                 | 1         | 2024                          |
| Rio Grande do Sul                           | Copa de Inverno de Gramado | 1         | 1998                          |
| Rio Grande do Sul                           | Copa 90 Anos de Pelotas    | 1         | 1998                          |

## Estrutura

### Direção

#### Eleições
Os cento e cinquenta integrantes do Conselho Deliberativo do clube são eleitos via assembleia-geral formada pelos associados há mais de dois anos ao clube em situação de adimplência maiores de dezesseis anos. A participação dos sócios nas eleições para presidente ocorreu pela primeira vez somente em 2004, quanto o estatuto do clube foi alterado. Desde então, o presidente e os seis vices-presidentes é escolhido pelos associados desde que mais de uma chapa seja aprovada pelo Conselho Deliberativo, ao alcançar 20% dos votos dos conselheiros.

#### Presidentes
O mandato do presidente, vice-presidente e conselheiros tem duração de três anos. O período de mandato, anteriormente de dois anos, foi alterado em 2015 pelo Conselho Deliberativo do clube.
O atual presidente é Alberto Guerra, que tomou posse em dezembro de 2022. Em 2019, o Conselho Deliberativo alterou o estatuto do clube para permitir que o presidente concorresse a mais um mandato (antes, era permitida somente uma reeleição). No mesmo ano, Bolzan foi reeleito presidente por aclamação, em escolha que não teve votos de associados por ser apresentada somente uma chapa. No século XX, o clube teve como presidentes: José Alberto Guerreiro (1999 a 2002), Flávio Obino (2002 a 2004), Paulo Odone (2004 a 2008 e 2010 a 2012), Duda Kroeff (2008 a 2010), Fábio Koff (2012 a 2014) e Romildo Bolzan Júnior (2014 a 2022), que tomou posse em dezembro de 2014, após vencer eleição com mais de 6,3 mil votos (71,4%) dos associados.  Bolzan foi reeleito em 2016 com mais de 5,6 mil votos (85,3%).

#### Conselho de Administração
O Conselho de Administração, constituído pelo presidente e pelos quatro vice-presidentes, é formado atualmente pelo presidente Romildo Bolzan Júnior, Adalberto Preis, Cláudio Oderich, Duda Kroeff, e César Augusto Peixoto. O Conselho Deliberativo é presidido por Carlos Biedermann.

### Estádios

#### Estádio Olímpico Monumental

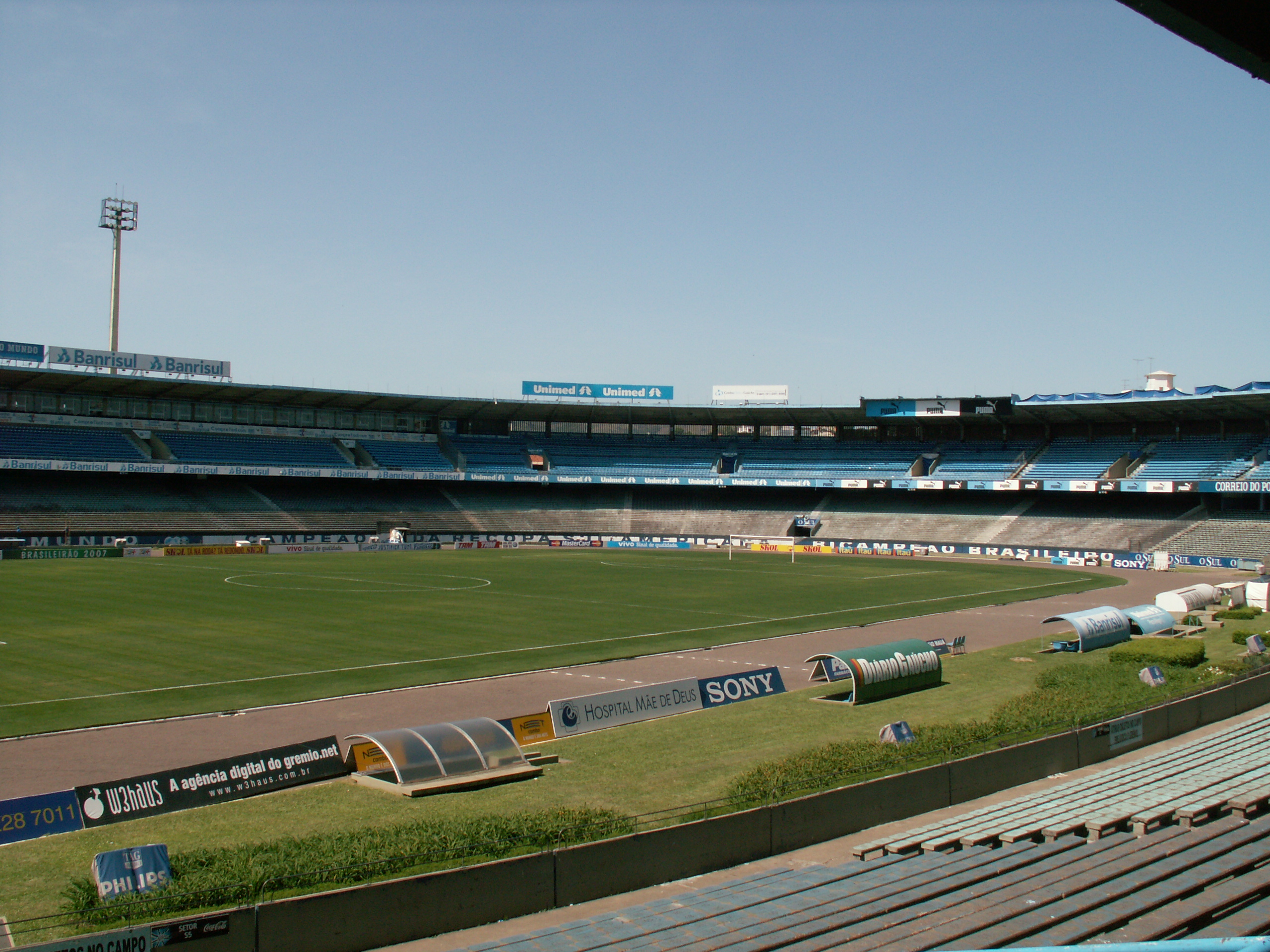
Estádio Olímpico Monumental

O Estádio Olímpico foi o local onde o Grêmio mandava seus jogos de futebol até seu fechamento em 2013. O local abrigou a administração do clube, bem como o campo suplementar, o Ginásio Poliesportivo David Gusmão, uma capela, uma loja e uma cantina. Foi inaugurado no dia 19 de setembro de 1954, como Estádio Olímpico. Sofreu uma obra em 1980 finalizando seu anel superior, o que fez com que a palavra "Monumental" fosse adicionada ao seu nome, em alusão ao tamanho da obra e, também, uma homenagem a todos os torcedores que ajudaram a construir o estádio com suas próprias mãos. Em 2012 o clube anunciou que a última partida oficial seria no dia 2 de dezembro, contra o tradicional rival Internacional, pelo Campeonato Brasileiro. Entretanto, por problemas posteriores seu novo estádio, o Olímpico continuou a receber jogos até o início de 2013. A última partida oficial ocorreu no dia 17 de fevereiro, contra o Veranópolis, pela rodada final da Taça Piratini, primeiro turno do Campeonato Gaúcho, quando ocorreu a vitória gremista por 1 a 0 gol de Werley.

#### Arena do Grêmio

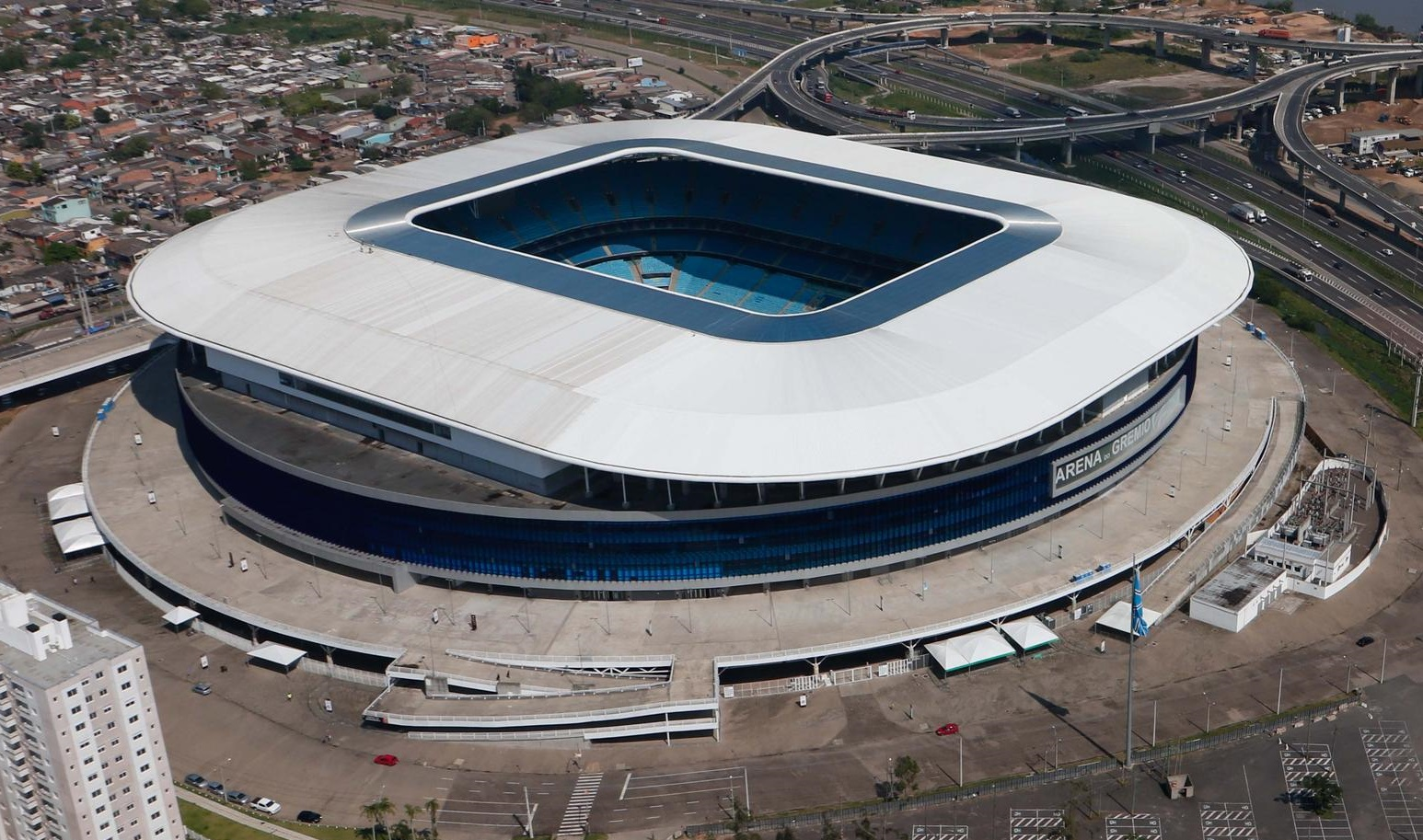
Arena do Grêmio

O clube, juntamente com a empreiteira OAS, construiu uma arena com padrão FIFA e UEFA no bairro Humaitá, em Porto Alegre. O estádio foi inaugurado em 8 de dezembro de 2012, num amistoso realizado contra o Hamburgo, vencido pelos anfitriões por dois a um. Também houve apresentações artísticas e musicais, inclusive com Renato Borghetti e o grupo Blue Man.
Porém, devido a problemas de falta de cadeiras e redução do espaço da arquibancada norte por parte do Corpo de Bombeiros, a capacidade oficial da Arena ficou definida em 55.538 torcedores. Na Arena fica localizado o Memorial Hermínio Bittencourt, museu que expõe taças de campeonatos ganhos pelo Grêmio, camisetas de várias épocas, painéis, vídeos, bandeiras e computadores que permitem acessar informações sobre o clube.

#### Estádio Antônio Vieira Ramos
Desde abril de 2018, o Grêmio aluga o estádio Vieirão, em Gravataí, para treinos e jogos do seu time feminino. Em 2020, o clube reformou o gramado, que apresentava falhas e buracos.

### Centros de treinamento

#### Centro de Treinamento Presidente Hélio Dourado
O Centro de Treinamento Presidente Hélio Dourado, também conhecido como CT de Eldorado do Sul, é um complexo esportivo destinado aos treinos das categorias de base do Grêmio Foot-Ball Porto Alegrense. Foi oficialmente inaugurado em 24 de setembro de 2000, na cidade de Eldorado do Sul - RS. O complexo conta com nove campos de futebol, vestiários para os dois times, para a arbitragem, sala de imprensa e cabines de transmissão.

#### Centro de Treinamento Presidente Luiz Carvalho
O Centro de Treinamento Presidente Luiz Carvalho é um complexo esportivo destinado aos treinos da equipe profissional de futebol do Grêmio Foot-Ball Porto Alegrense. A inauguração oficial aconteceu em 30 de setembro de 2014. Localizado em uma área de 6,5 hectares, o prédio administrativo tem cerca de três mil metros quadrados, construídos sob 68 pilares. A estrutura do novo CT do Tricolor conta com 11 salas na área administrativa - sala do presidente, salas dos diretores, salas dos executivos, mini-auditório, recepção - área médica e física, vestiário para profissionais e visitantes, além de outras dependências como sala de controle de dados de atletas, auditório, sala de imprensa para setoristas, almoxarifado e refeitório. São dois campos com tamanho oficial, e dois menores, para treinamentos, estacionamento separado para atletas e comissão técnica, funcionários e visitantes, totalizando 200 vagas.

### Mídias
O clube mantém uma rádio, a Grêmio Rádio Umbro, lançada em janeiro de 2015. Ela transmite os jogos do clube na frequência 90.3 FM, na Região Metropolitana de Porto Alegre. Além disso, conta com um canal no YouTube, a Grêmio TV, que apresenta entrevistas com atletas e bastidores dos jogos.
Em 2017, o ge.globo.com elaborou o mapa das curtidas na rede social Facebook de clubes de futebol no Brasil. O mapa mostrou a predominância gremista em todo o Rio Grande do Sul, oeste de Santa Catarina e sul do Paraná. Também é a 5ª equipe mais curtida no Mato Grosso. Segundo o IBOPE, em 2018 o Grêmio é a 6ª equipe do país no ranking digital, alcançando a marca de 3 milhões de curtidas no Facebook, 2 milhões de seguidores no Twitter e 500 mil de seguidores no Instagram. O clube ainda conta com direcionamentos específicos de postagens para países de língua inglesa e espanhol no Twitter e no Facebook, sendo uma das primeiras equipes do país a adotar essa estratégia de divulgação da marca para o mundo. O clube também tem contas no Instagram e TikTok.

### Outras operações
O clube tem uma rede de lojas, a Grêmio Mania, com filiais no Rio Grande do Sul, além de um site de comércio on-line. Em 2019, a rede faturou 22 milhões de reais. Além disso, opera uma rede de fast food lançada em 2014, a Hamburgueria 1903. Em 2019, o Grêmio entrou num negócio com a empreiteira Melnick Even, em Porto Alegre, para a construção do hotel Moinhos 1903. Em 2021 o clube anunciou a Grêmio Cell, uma operadora de telefonia móvel operada pela Dry Company.

## Torcida

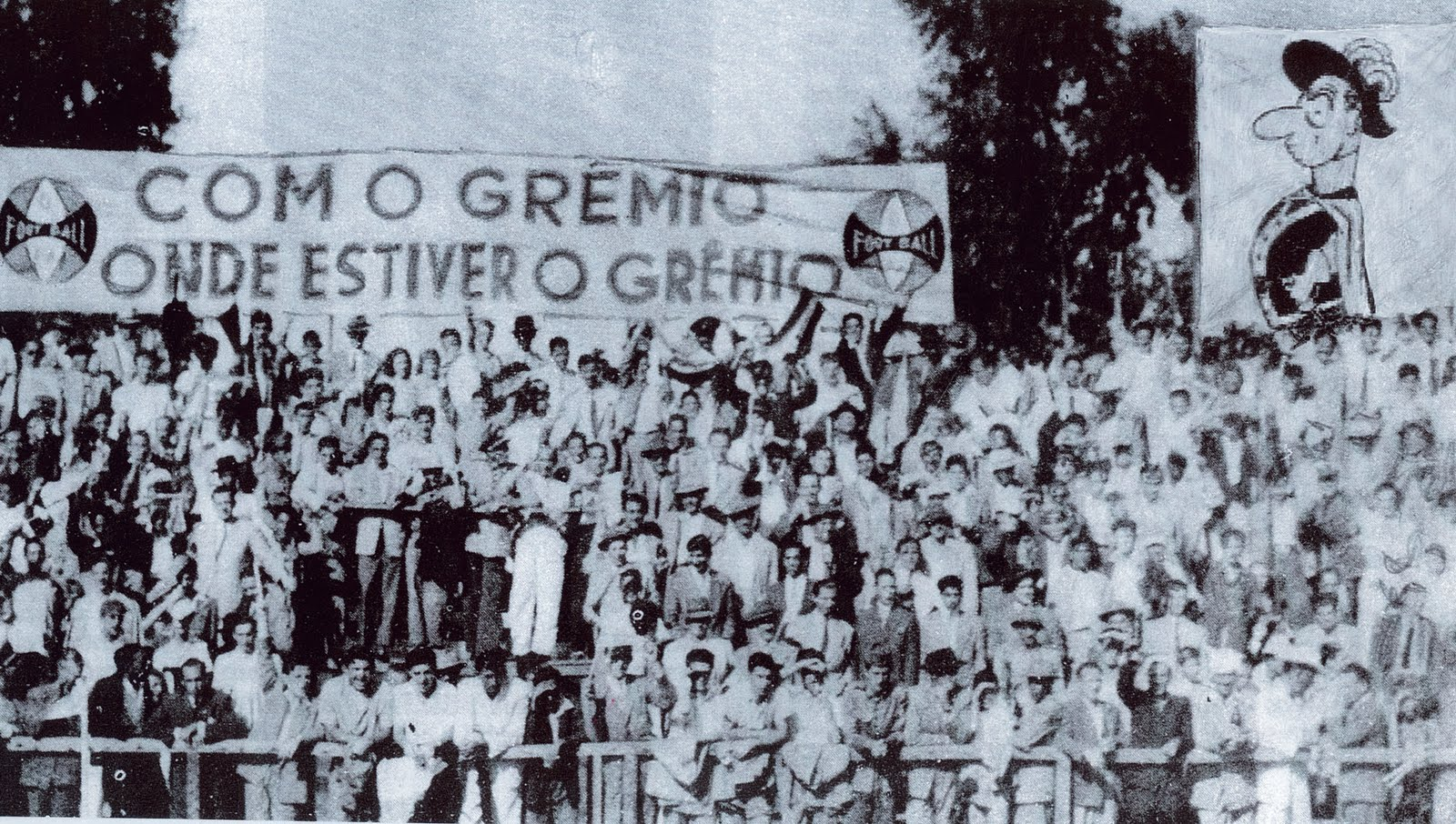
Torcida do Grêmio em 1946, ano do surgimento do Mosqueteiro como mascote do clube, junto com a criação do slogan "Com o Grêmio onde estiver o Grêmio", onde o torcedor e bibliotecário do Grêmio Salim Nigri, levava a faixa para os estádios.

Os torcedores do Grêmio são denominados "gremistas" ou "tricolores". O Grêmio é um dos clubes de futebol mais populares do Brasil, com uma torcida estimada em mais de oito milhões de pessoas no Brasil, a sexta maior do país, de acordo com pesquisa realizada pela Pluri Consultoria e divulgada 2020. Conforme pesquisa por amostra, com margem de erro de dois pontos percentuais, realizada pelo Datafolha em agosto de 2019, 4% da população brasileira torce para o Grêmio. O Grêmio tem a sétima maior torcida do país, em empate técnico com outros seis clubes. Na região sul, o Grêmio tem a maior torcida, com 23% dos entrevistados respondendo serem gremistas, empatado tecnicamente com o número de torcedores do Internacional pela margem de erro de cinco pontos percentuais.

### Sócios
Em 2010, o clube contava com cerca de 50 mil associados, número que subiu a 125 mil em 2017 e 146 mil em 2018. Em junho de 2020, o quadro de sócios do clube diminuiu e registrava 85 mil sócios adimplentes, depois retornando aos 100 mil sócios em maio de 2023.
Além dos planos de associação que permitem entrada nos jogos do clube, existem outras modalidades. No "Exército Gremista", o torcedor faz o cadastro, paga uma taxa de adesão e recebe um cartão. Esta campanha, fundada em 2009, visou criar um banco de dados dos torcedores do clube, facilitar a compra de ingressos e acessórios do clube para os membros e adequar-se ao cadastramento de torcedores pretendidos pelo Ministério do Esporte. Filiado a esta campanha, surgiu a "Artilharia Tricolor", fundado em 2010 como um programa de fidelidade, que soma pontos para torcedores que compram produtos oficiais do clube, esses pontos podem ser trocados por outros produtos oficiais. Foi criado para reduzir a inadimplência de associados.

### Torcidas organizadas e barras bravas
Entre as organizadas e barras bravas do Grêmio atuais estão a Torcida Jovem do Grêmio, a Geral do Grêmio e a Grêmio Antifascista, criadas, respectivamente, em 1977, 2001 e 2014. Existem ainda torcidas exclusivamente femininas, como o Núcleo de Mulheres Gremistas e o Coletivo Elis Vive O clube também teve, de 1977 a 1983, em plena ditadura militar, a primeira torcida organizada gay do Brasil, a Coligay.

### Ações contra preconceitos
Após sucessivos episódios de racismo e homofobia de torcedores contra atletas e torcedores adversários, o Grêmio começou a realizar periodicamente ações contra preconceitos. Em 2019, o clube criou o Projeto Clube de Todos, que visa a combater a discriminação racial, a LGBTfobia, o machismo e a xenofobia, punindo torcedores racistas ou machistas e criando campanhas de conscientização para a torcida. No mesmo ano, a direção do clube reuniu-se com integrantes de torcidas organizadas para banir cânticos com ofensas raciais.
O clube tem promovido campanhas em parceria com o Observatório da Discriminação Racial no Futebol, estampando o logotipo da organização antirracista em sua camiseta em dois jogos e doando camisetas para serem leiloadas pelo grupo. Em dezembro do mesmo ano, o clube firmou um acordo com a Defensoria Pública da União para combater o racismo institucional e estrutural no futebol. Conforme Alexandre Bugin, então vice-presidente do clube, o objetivo das ações era que "pessoas preconceituosas, racistas, sintam-se excluídas do ambiente da Arena". Nas redes sociais, o clube lembrou o Dia da Consciência Negra em 2018 e 2019, anunciou apoio ao movimento antirracista Vidas Negras Importam e à campanha #PoderiaSerEu, que visa a conscientizar a sociedade brasileira sobre o genocídio da população negra no país. Em 2020, além de lembrar o Dia da Consciência Negra, o clube manifestou-se após o assassinato de João Alberto Silveira Freitas, homem negro espancado até a morte por seguranças em loja do Carrefour em Porto Alegre, pregando o combate permanente à discriminação racial.
Em 2017, no Dia Internacional Contra a Homofobia, Bifobia e Transfobia, o Grêmio exibiu a mensagem "A diversidade nos fortalece" na parte de trás da camiseta dos atletas, em jogo contra o Fluminense. Um mês depois, o clube postou em suas redes sociais referentes ao Dia do Orgulho LGBT. Nas redes sociais, o clube tem, de 2017 a 2022, postado mensagens no Dia Mundial contra a Homofobia, a Bifobia e Transfobia.
Recentemente, a memória da Coligay, primeira torcida homossexual do Brasil, tem sido reapropriada pelo clube e torcedores. Uma homenagem à torcida está presente num painel no Museu do Grêmio, que afirma que ela “encarou a ditadura e tomou para si o desafio de reerguer o moral do clube”, houve um projeto de recriação da torcida em 2017, abandonado devido a ameaças homofóbicas nas redes sociais, e a torcida Grêmio Antifascista costuma levar uma faixa com o nome da Coligay à Arena.
Em 2021, o clube fez uma homenagem à Coligay em suas redes oficiais Twitter, Facebook e Instagram. A partir de julho de 2022, depois de acordo firmado com o STJD referente a cantos homofóbicos da torcida, o capitão do Grêmio usou uma braçadeira com as cores da bandeira LGBTQIAP+. As bandeiras de escanteio na Arena também fizeram alusão à mesma luta por direitos civis e igualdade.

## Rivalidades

### Grenal

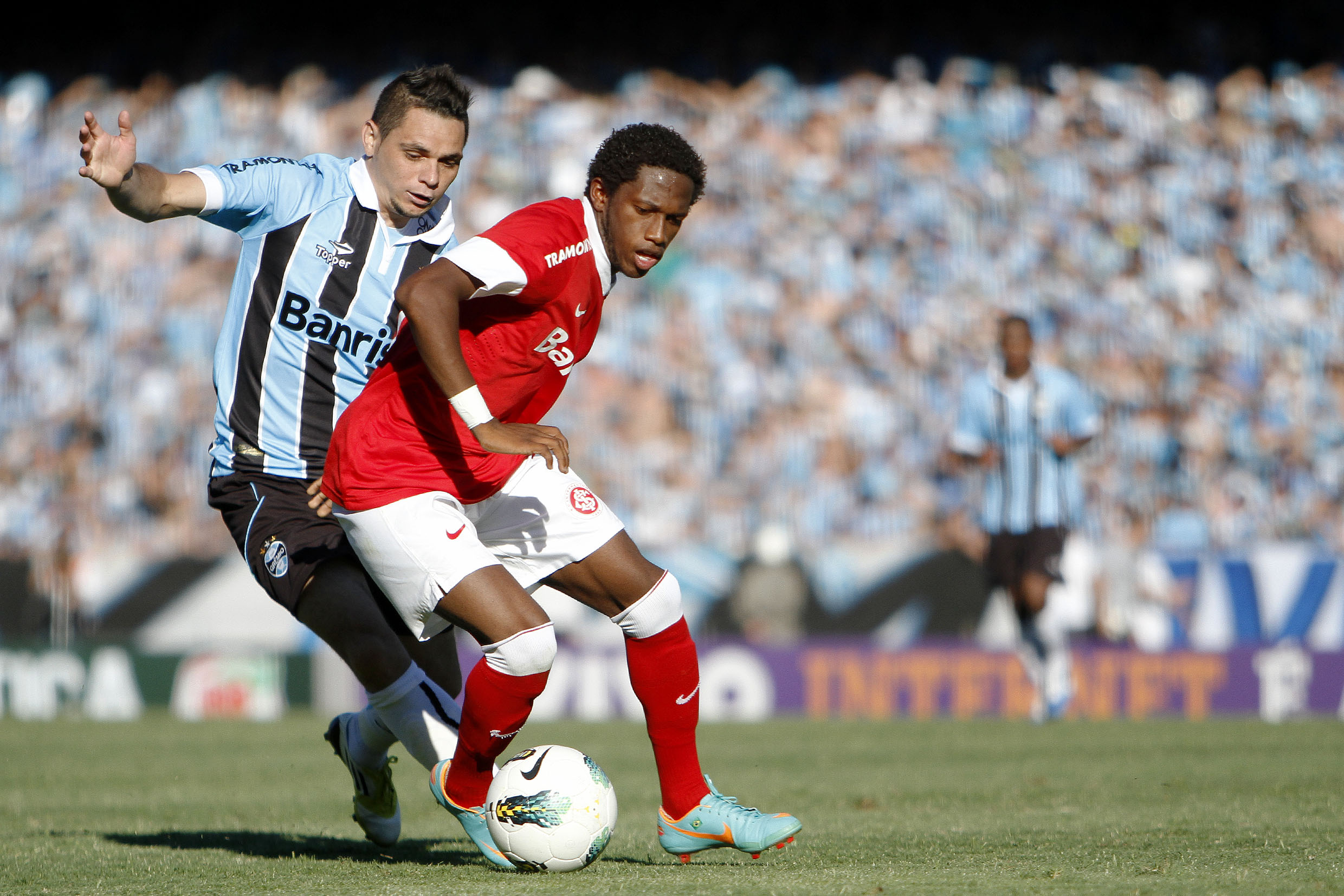
Pará e Fred durante um Grenal pela 38ª rodada do Brasileirão 2012. Esta foi a última partida realizada no Estádio Olímpico em Campeonatos Brasileiros.

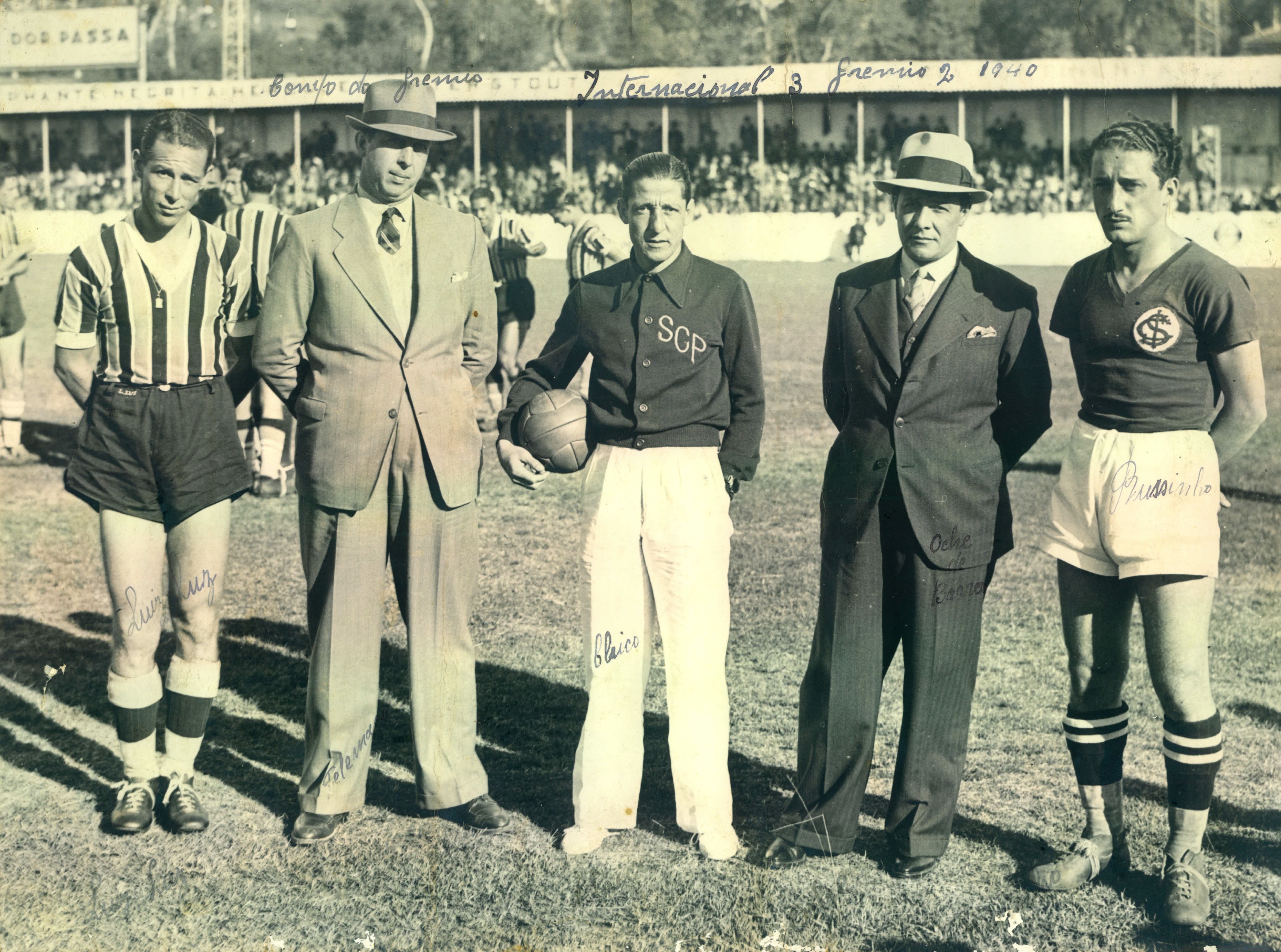
Grenal número 64, realizado no dia 28 de abril de 1940. Válido pelo Campeonato Citadino de Porto Alegre de 1940.

O Grêmio é rival histórico do Internacional e as partidas entre os dois clubes são conhecidas como Grenal. As duas torcidas praticamente dividem o Rio Grande do Sul e principalmente a cidade de Porto Alegre, sendo que os torcedores de um apoiam normalmente o adversário do outro nas partidas realizadas na cidade.
A expressão Grenal surgiu em 1926, quando o jornalista Ivo dos Santos Martins (torcedor do Grêmio), cansado de escrever por extenso os longos nomes dos clubes, criou o termo. Já o ex-governador do Rio Grande do Sul e patrono do Internacional, Ildo Meneghetti, definiu o clássico de forma tautológica: "Grenal é Grenal". Fundado seis anos antes, o Grêmio liderou com folga as estatísticas de Grenais nos primeiros anos de disputa, tendo vencido o primeiro Grenal da história pelo placar de 10 a 0, em 18 de julho de 1909, sendo cinco gols marcados pelo alemão Edgar Booth, o qual é também o autor do primeiro gol da história do clássico. O Internacional assumiu a vantagem no número de vitórias no Grenal de número 89 (Internacional 4 a 2 Grêmio), disputado em 30 de setembro de 1945, na época do "Rolo Compressor", e nunca mais foi superado. Na ocasião, o clube passou a ter 38 vitórias no clássico, contra 37 do Grêmio e 14 empates. O passo inicial fora dado em 1952, quando o presidente Saturnino Vanzelotti contratou Tesourinha, que havia sido ídolo no rival. Boa parte da atual vantagem colorada também foi construída no período de 1969 a 1976, com a construção do Estádio Beira-Rio e a montagem de um dos maiores times da história do Internacional. Naquele período, foram disputados 40 confrontos, com o Inter tendo vencido 18, empatado 18 e perdendo apenas 4 jogos, ficando invicto por 17 partidas (17 de outubro de 1971 a 13 de julho de 1975), o maior período de invencibilidade dos Grenais. Já o maior período de invencibilidade do Grêmio foi entre 16 de junho de 1999 e 28 de outubro de 2002, quando chegou a ficar 13 jogos invictos

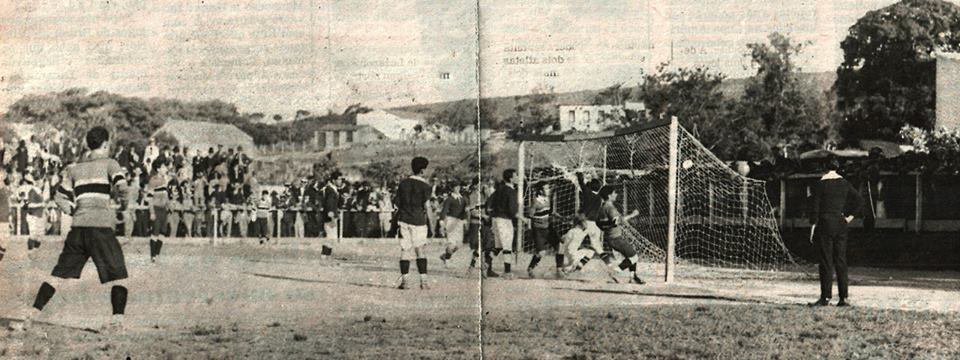
Grenal número 38, realizado no dia 10 de julho de 1932 no Estádio da Baixada. Válido pelo Campeonato Citadino de Porto Alegre de 1932. Grêmio 2 a 0 Internacional.

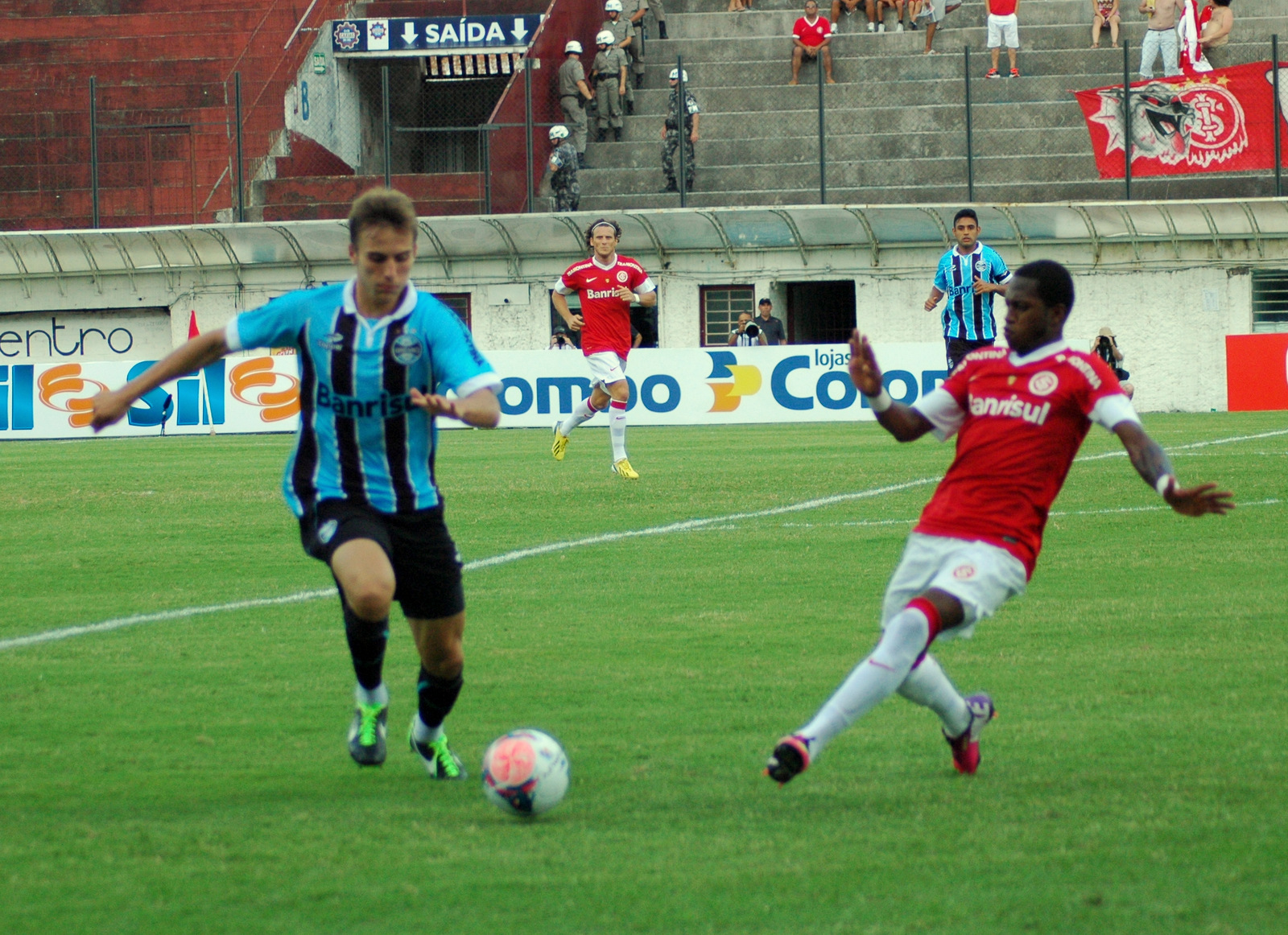
Bressan e Fred durante o Grenal 396 válido pelo Gauchão 2013.

Enquanto o Grêmio conseguiu vencer ao Internacional, por mais de 2 gols de diferença, 8 vezes no Estádio Olímpico e apenas 1 vez no Estádio Beira-Rio, o Internacional, por sua vez, venceu 3 vezes no Olímpico e apenas 1 no Beira-Rio. De fato, o Internacional passou 40 anos (entre 1954 e 1994) sem golear o Grêmio. E somente 39 anos após a fundação do Estádio Beira-Rio, o Internacional conseguiu golear o rival em seu estádio Após décadas de um processo popularmente conhecido no Rio Grande do Sul como "gangorra", quando um dos dois clubes encontra-se em boa fase e o outro em um mau momento, o ano de 2006 foi atípico. No Campeonato Brasileiro, o Inter terminou na segunda colocação na classificação geral, enquanto o Grêmio terminou em terceiro, proporcionando aos dois clubes participarem juntos, pela primeira vez, da Taça Libertadores da América do ano seguinte Esse fato repetiu-se em 2011, quando os dois times classificaram-se na fase de grupos da Libertadores e encontrar-se-iam nas quartas-de-finais. Entretanto, ambos foram desclassificados nas oitavas, o Inter para o Peñarol e o Grêmio pelo Universidad Católica.
Em 2016, a revista inglesa "FourFourTwo" elegeu em seu site oficial os 50 maiores clássicos entre clubes do mundo e elegeu o Gre-Nal como o maior clássico do Brasil e oitavo do mundo. A revista destacou o clássico estadual, especialmente no Campeonato Gaúcho, mas não deixa de citar que se trata de um clássico com dois bicampeões da Copa Libertadores da América. O jornal ainda falou da evolução dos clubes com seus novos estádios (Arena do Grêmio e Estádio Beira-Rio) e do Grenal do Século, que aconteceu na semifinal do Brasileiro de 1989.

### Gre-Ju
Outro rival do Grêmio é o Juventude. O Grêmio, até pouco tempo atrás era considerado um "carrasco" do time caxiense, após eliminar o Juventude do Campeonato Brasileiro em 2002 e derrotá-lo na final do Campeonato Gaúcho em 1965, 1996, 2001 e 2007. Porém, nos últimos tempos, o Juventude vem tendo vitórias importantes contra o Grêmio, como no Campeonato Gaúcho de 2016, em que o Juventude eliminou o Grêmio nas semifinais e classificou-se à final.

## Estatísticas

### Rankings
O Grêmio está, em 2025, na décima colocação no ranking da CBF. Entre 1903, ano de sua criação, até 2011, o clube liderou essa classificação. Em 2012, os critérios foram mudados e, no ranking seguinte, o clube figurou na quinta colocação. A partir de então, o ranking foi liderado pelo Grêmio em 2014 e 2017.
No Ranking CONMEBOL, o Grêmio ocupa a décima primeira colocação em 2025.

### Participações em campeonatos
| Competição                          | Temporadas | Melhor campanha                  | Primeira participação | Última participação |
| Competições municipais              |            |                                  |                       |                     |
| Campeonato Citadino de Porto Alegre |            | Campeão (27 vezes)               | 1910                  | 1972                |
| Competições estaduais               |            |                                  |                       |                     |
| Campeonato Gaúcho                   | 83         | Campeão (43 vezes)               | 1919                  | 2025                |
| Recopa Gaúcha                       | 7          | Campeão (2019, 2021, 2022, 2023) | 2019                  | 2025                |
| Competições regionais               |            |                                  |                       |                     |
| Campeonato Sul-Brasileiro           | 1          | Campeão                          | 1962                  | 1962                |
| Copa Sul                            | 1          | Campeão                          | 1999                  | 1999                |
| Copa Sul-Minas                      | 3          | 4º lugar (2001 e 2002)           | 2000                  | 2002                |
| Primeira Liga                       | 2          | Quartas de final (2017)          | 2016                  | 2017                |
| Competições nacionais               |            |                                  |                       |                     |
| Campeonato Brasileiro               | 65         | Campeão (1981 e 1996)            | 1959                  | 2025                |
| Série B                             | 3          | Campeão (2005)                   | 1992                  | 2022                |
| Copa do Brasil                      | 32         | Campeão (5 vezes)                | 1989                  | 2025                |
| Supercopa do Brasil                 | 1          | Campeão (1990)                   | 1990                  | 1990                |
| Competições continentais            |            |                                  |                       |                     |
| Copa Libertadores da América        | 22         | Campeão (1983, 1995 e 2017)      | 1982                  | 2024                |
| Copa Sul-Americana                  | 7          | Quartas de final (2012)          | 2003                  | 2025                |
| Recopa Sul-Americana                | 2          | Campeão (1996 e 2018)            | 1996                  | 2018                |
| Competições internacionais          |            |                                  |                       |                     |
| Copa Intercontinental               | 2          | Campeão (1983)                   | 1983                  | 1995                |
| Copa do Mundo de Clubes da FIFA     | 1          | Vice-campeão                     | 2017                  | 2017                |

| Legenda |                       |
|         | Participações em 2025 |

Participações no Campeonato Gaúcho e no Campeonato Brasileiro

### Elenco atual
Última atualização: 24 de julho de 2025.

### Jogadores históricos
Jogadores que mais atuaram
| Nº | País    | Jogador         | Jogos |
| 1  | Brasil  | Tarciso         | 721   |
| 2  | Brasil  | Airton Pavilhão | 592   |
| 3  | Brasil  | Danrlei         | 591   |
| 4  | Brasil  | Leôncio Vieira  | 557   |
| 5  | Brasil  | Roger           | 505   |
| 6  | Brasil  | Milton Kuelle   | 502   |
| 7  | Uruguai | Atílio Ancheta  | 426   |
| 7  | Brasil  | Loivo           | 426   |
| 9  | Brasil  | Mazarópi        | 425   |
| 10 | Brasil  | João Severiano  | 422   |

Maiores artilheiros
| Nº | País   | Jogador        | Gols |
| 1  | Brasil | Alcindo        | 230  |
| 2  | Brasil | Tarciso        | 226  |
| 3  | Brasil | Gessy          | 214  |
| 4  | Brasil | Juarez         | 202  |
| 5  | Brasil | Luis Carvalho  | 146  |
| 6  | Brasil | João Severiano | 132  |
| 7  | Brasil | Baltazar       | 131  |
| 8  | Brasil | Milton Kuelle  | 117  |
| 8  | Brasil | Marino         | 117  |
| 10 | Brasil | Foguinho       | 116  |

Jogadores do Grêmio convocados para uma Copa do Mundo FIFA
Abaixo está a lista dos nove jogadores que já foram convocados para representar as suas seleções em uma Copa do Mundo.
- 1966:  Alcindo
- 1970:  Everaldo
- 1982:  Batista
- 1982:  Paulo Isidoro
- 1986:  Valdo
- 1998:  Rivarola
- 2002:  Ânderson Polga
- 2002:  Luizão
- 2018:  Pedro Geromel

 Campeão

### Comissão técnica
Última atualização: 16 de abril de 2025.
| Nome               | Cargo                             | Nome              | Cargo                                    |
| ------------------ | --------------------------------- | ----------------- | ---------------------------------------- |
| Mano Menezes       | Treinador                         | Fernando Lazaro   | Coordenador de análise e desenvolvimento |
| Sidnei Lobo        | Auxiliar técnico                  | Anderson Donelli  | Médico                                   |
| Thiago Kosloski    | Auxiliar técnico                  | Jardel Tessari    | Médico                                   |
| vago               | Auxiliar técnico                  | Lucas Oliboni     | Médico                                   |
| James Freitas      | Auxiliar técnico                  | Paulo Rabaldo     | Médico                                   |
| Flávio de Oliveira | Preparador físico                 | Giovanni Ramirez  | Fisiologista                             |
| Rogerio Dias       | Preparador físico                 | Eduardo Dietrich  | Auxiliar de fisiologia                   |
| Marcel Cardozo     | Auxiliar de preparação física     | Henrique Valente  | Coordenador de fisioterapia              |
| Mateus Famer       | Treinador de goleiros             | Ingrael do Amaral | Fisioterapeuta                           |
| Vago               | Auxiliar de treinador de goleiros | Jorge Giongo      | Fisioterapeuta                           |
| Felipe Garcia      | Analista de desempenho            | Bruno Guerra      | Nutricionista                            |
| Gustavo Somavilla  | Analista de desempenho            | Juliano Marques   | Nutricionista                            |
| Paulo Timm         | Analista de desempenho            | Lucas Sacchet     | Analista de mercado                      |

#### Treinadores
O atual treinador do Grêmio é Mano Menezes, ele foi anunciado em 21 de abril de 2025.  Ele foi antecedido por Gustavo Quinteros, que ficou no cargo de  28 de dezembro de 2024 à 16 de abril de 2025.
Entre treinadores que já passaram pelo clube estão Valdir Espinosa (campeão da Copa Libertadores de 1983 e do Mundial de 1983), Luiz Felipe Scolari (campeão da Copa Libertadores de 1995, da Recopa Sul-Americana de 1996 e do Campeonato Brasileiro de 1996), Oswaldo Rolla (pentacampeão gaúcho entre 1956 e 1959) e Renato Portaluppi (campeão da Copa do Brasil de 2016, da Copa Libertadores de 2017 e da Recopa Sul-Americana de 2018). Outros nomes que tiveram conquistas importantes incluem Ênio Andrade (Campeonato Brasileiro de 1981), Evaristo de Macedo (Supercopa do Brasil de 1990 e Copa do Brasil de 1997), Telê Santana (campeão gaúcho em 1977) e Tite (Copa do Brasil de 2001).
Abaixo está uma lista com os dez treinadores com mais jogos pelo Grêmio. O mais longevo na relação é Renato Portaluppi, com 542 jogos. Logo após, há uma lista com os dez treinadores mais recentes que passaram pelo clube.
| Treinador                     | Jogos |
| ----------------------------- | ----- |
| Renato Portaluppi             | 542   |
| Luiz Felipe Scolari (Felipão) | 389   |
| Oswaldo Rolla (Foguinho)      | 383   |
| Telêmaco Frazão de Lima       | 334   |
| Carlos Froner                 | 320   |
| Sérgio Moacir                 | 247   |
| Valdir Espinosa               | 221   |
| Celso Roth                    | 220   |
| Ênio Andrade                  | 204   |
| Telê Santana                  | 175   |

| Treinador                     | Anos      |
| ----------------------------- | --------- |
| Mano Menezes                  | 2025–     |
| Gustavo Quinteros             | 2025      |
| Renato Portaluppi             | 2022–2024 |
| Roger Machado                 | 2022      |
| Vagner Mancini                | 2021–2022 |
| Luiz Felipe Scolari (Felipão) | 2021      |
| Tiago Nunes                   | 2021      |
| Renato Portaluppi             | 2016–2021 |
| Roger Machado                 | 2015–2016 |
| Luiz Felipe Scolari (Felipão) | 2014–2015 |

### Calçada da Fama
O Grêmio foi o primeiro clube do Brasil a criar "Calçada da Fama" no seu estádio, ainda na era do Estádio Olímpico. Tal homenagem é prestada a jogadores e dirigentes importantes na história do clube e capitães de títulos do Tricolor. Em 2016, o Grêmio lançou oficialmente a Calçada da Fama na esplanada oeste da Arena do Grêmio, em frente ao Museu, reinaugurada oficialmente por Romildo Bolzan Jr. e os vices Antônio Dutra Júnior e Marcos Herrmann.

## Futebol feminino

### História
O Grêmio iniciou às atividades na modalidade em setembro de 1983, porém de forma amadora e pouco institucionalizada, assim sendo encerradas poucos meses depois de sua formação.
O time feminino retornou em 1997, com a criação do departamento de futebol feminino de forma oficial, a pedido do então presidente Luiz Carlos Pereira Silveira Martins (Cacalo), para disputar o Campeonato Gaúcho Feminino daquele ano..
O primeiro título das Gurias veio de forma invicta em 1998, com a conquista da II Copa Inverno de Gramado sobre o Internacional com o placar de 5 a 2. Neste mesmo ano, também conquistaram a Copa 90 Anos de Pelotas.
Apenas dois anos mais tarde que viria o primeiro título expressivo, o Campeonato Gaúcho de 2000, o bi-campeonato veio na sequência em 2001, e no mesmo ano as gremistas realizaram uma campanha notável no Campeonato Brasileiro, alcançado as semifinais, perdendo para o Santa Isabel de Ubá de Minas Gerais por 2 a 1.
Em 2002 as Gurias ainda conquistaram em Curitiba a Copa Sul sobre o Internacional por 2 a 1. Neste mesmo ano por falta de patrocinadores, o departamento foi fechado.
A equipe feminina foi novamente reativada em 2016, através de uma parceria com a Associação Gaúcha de Futebol Feminino (AGFF), para a disputa da Série A1 do Campeonato Brasileiro. O retorno foi devido as obrigatoriedades do novo estatuto da CONMEBOL, que definiria que as equipes que disputarem a Copa Sul-Americana ou Copa Libertadores precisariam se adequar às regras de licenciamento. Dentre elas, estava a obrigação de ter uma equipe de futebol feminino, entrando em vigência a partir de 2019.
Portanto, em 2017, o departamento de futebol feminino do Grêmio reabriu e participou do Campeonato Gaúcho e do Campeonato Brasileiro. No Campeonato Gaúcho as Gurias ficaram com o vice-campeonato. Já no Brasileiro, a má campanha no Grupo 1, culminou no rebaixamento para a Série A2 da competição.
Em 2018, o Grêmio assumiu inteiramente a direção da equipe feminina, com o objetivo de preparar e moldar uma equipe competitiva para os anos seguintes, no mesmo ano, o clube após dezessete anos foi campeão gaúcho sobre o Internacional em pleno Estádio Beira-Rio após empate nos dois jogos e decisão nos pênaltis, vencendo por 5 a 3.
Em 2019, as gremistas conseguiram o acesso à primeira divisão nacional após superar o América Mineiro nas quartas de final.
Em 2020 e 2021, o Grêmio foi eliminado nas quartas de final da Série A1. Nesse período, o clube foi vice-campeão estadual três vezes.
Em 2022, as Gurias foram vice-campeãs da Supercopa do Brasil, superadas pelo Corinthians na final por 1–0. E ainda foram tetracampeãs do Gauchão ao vencer o Internacional na final por 4–1, quebrando um jejum de títulos do Campeonato Gaúcho desde 2018 e também um jejum de vitórias em clássicos Grenal desde 2017.
Em 2024, o clube conquistou o quinto título gaúcho, novamente em cima do Internacional, com uma vitória por 2–0 fora de casa e empate por 1–1 na Arena do Grêmio. Após a conquista do Gauchão, o time foi a São Paulo para a disputa da Ladies Cup, na competição, as Gurias se classificaram em primeiro no seu grupo, foram para final onde enfrentaram o Bahia no Estádio Canindé. Após empate em 1–1 no tempo normal, e 2–1 a favor das gremistas nas penalidades, o Grêmio sagrou-se pela primeira vez campeão da competição.

### Elenco feminino atual
Última atualização: 6 de julho de 2025.